# メキシコ

メキシコ合衆国
Estados Unidos Mexicanos

国の標語：なし
国歌：Himno Nacional Mexicano（スペイン語）
メキシコ国歌

メキシコ合衆国（メキシコがっしゅうこく、スペイン語: Estados Unidos Mexicanos）、通称メキシコは、北アメリカ南部（中央アメリカ）に位置する連邦共和国（合衆国）。
北にアメリカ合衆国と南東にグアテマラ、ベリーズと国境を接し、西は太平洋、東はメキシコ湾とカリブ海に面する。首都はメキシコシティ。
メキシコの人口は2020年時点で1億2893万人であり、スペイン語圏においてはもっとも人口の多い国である。国内総生産（GDP）は、ラテンアメリカ地域においてはブラジルに次いで第2位に位置する。人口は増加傾向であり、2019年統計で日本を抜いて世界10位となった。徐々に9位のロシアやバングラデシュに迫ってきており、数年後には7位になると予想されている。

## 国名
正式名称は、Estados Unidos Mexicanos（ 発音、エスタドス・ウニドス・メヒカーノス）、略称は、México（[ˈme̞.xi.ko̞] ( 音声ファイル)、メヒコ）。
公式の英語表記は、United Mexican States（ユナイテッド・メクスィカン・ステイツ）、略称は、Mexico（[ˈmɛksɨˌkoʊ] ( 音声ファイル)、メクスィコゥ）。
日本語訳はメキシコ合衆国で、通称はメキシコである。当て字は日本語・中国語ともに墨西哥で、墨と略される。「合衆国」という表記の由来や意味については、同項目を参照のこと。
国名は独立戦争の最中の1821年に決定したものであり、アステカの一言語であるナワトル語で「メヒクトリの地」を意味する「Mēxihco」に由来する。メヒクトリはアステカ族の守護神であり、太陽と戦いと狩猟の神であるウィツィロポチトリの別名で、「神に選ばれし者」の意味がある。アステカでもっとも信仰されたこの神の名に、場所を表す接尾辞「コ」をつけて、この地における国家の独立と繁栄に対する願いを込めた。
「合衆国」という政体名について、同じものを名乗る隣国、アメリカ合衆国が経済と軍事の両面で影響力が強大であり、単に「合衆国」だけでも同国を指すため、自国が米国の弟分のように見られてしまうとの不満が国民の一部に存在し、国名を「メキシコ共和国」に変更しようという動きがある。その一方で、伝統と歴史的背景を尊重する意見も多く、国名を変更することに対する賛否は分かれている。この意識は、19世紀末の米墨戦争敗戦直後から特に見られるようになり、以来長年にわたり議論が繰り返されているが、変更には至っていない。

## 歴史

### 先コロンブス期

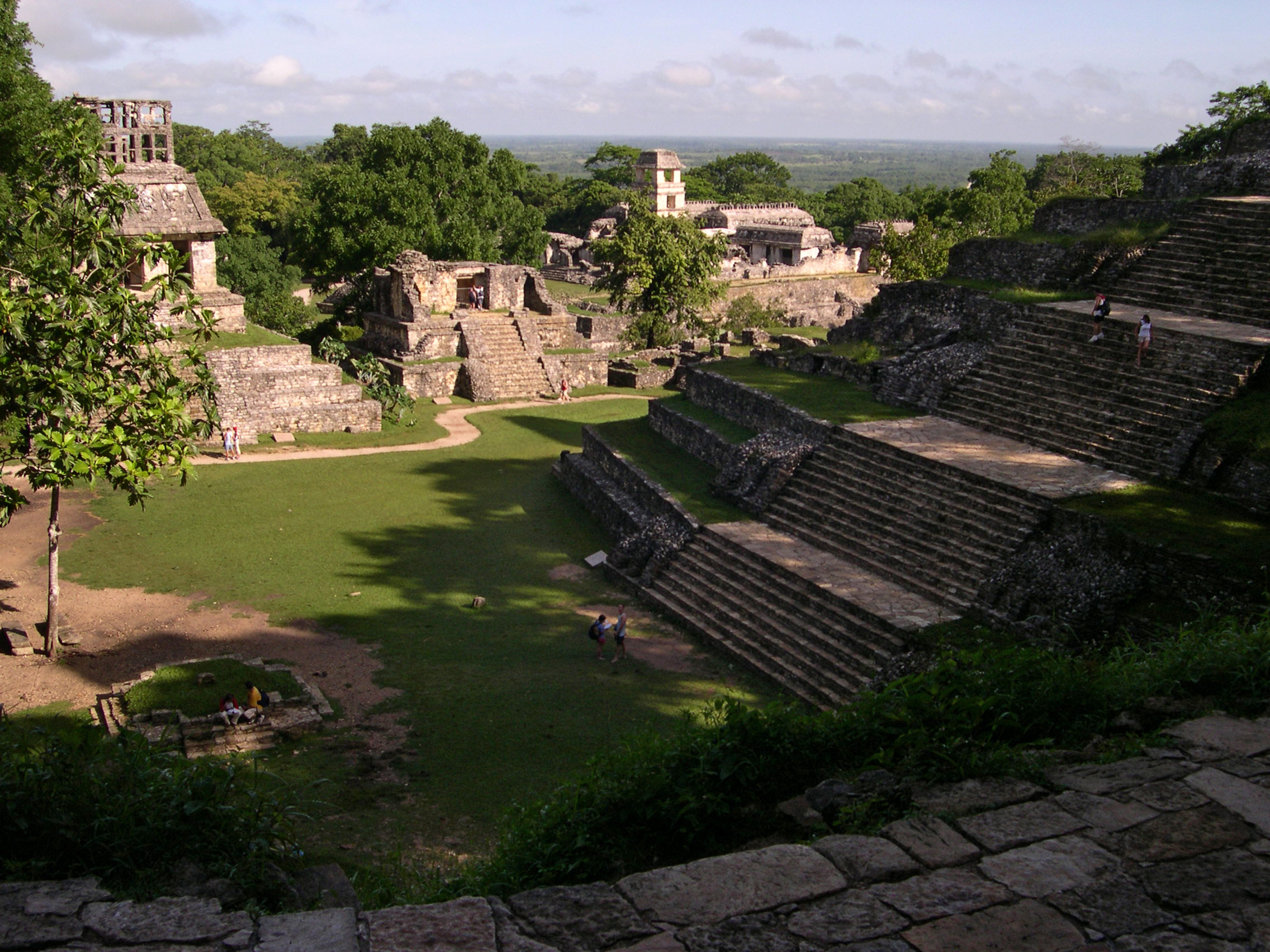
パレンケのマヤ時代のピラミッド。

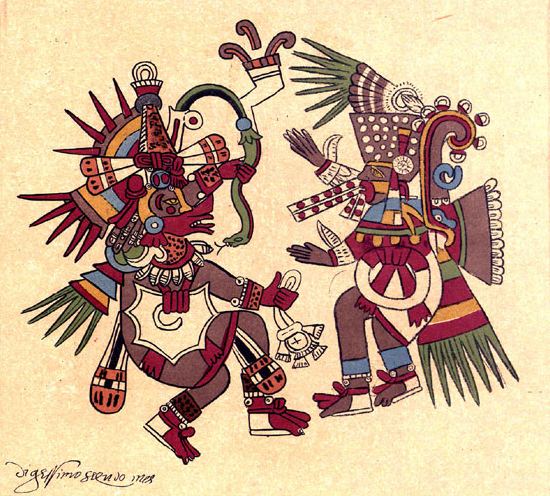
アステカの神ケツァルコアトルとテスカトリポカ

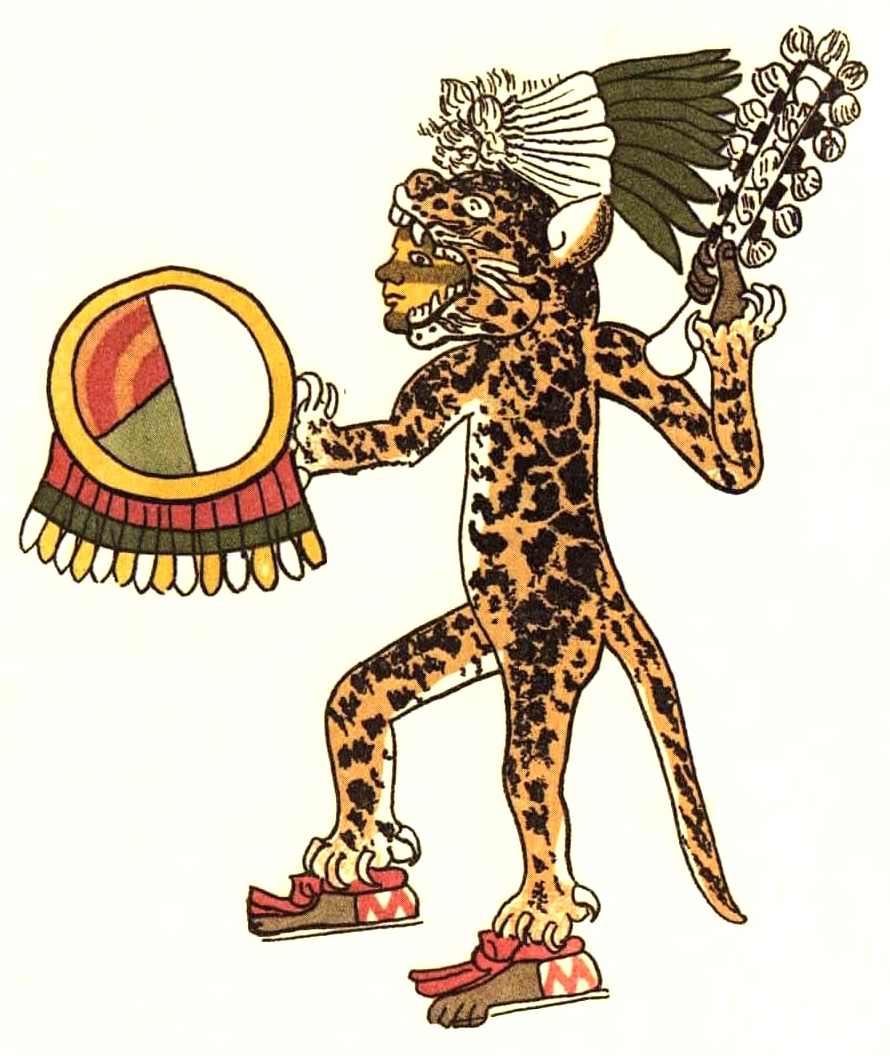
アステカのジャガーの戦士

この地域は、紀元前2万年ごろの人間が居住した形跡があるといわれ、先古典期中期の紀元前1300年ごろ、メキシコ湾岸を中心にオルメカ文明が興った。オルメカ文明は、彼らの支配者の容貌を刻んだとされているネグロイド的風貌の巨石人頭像で知られている。
先古典期の終わりごろ、メキシコ中央高原のテスココ湖の南方に、円形の大ピラミッドで知られるクィクィルコ、東方にテオティワカンの巨大都市が築かれた。その後もユカタン半島のマヤ文明、メキシコ中央高原のアステカのような複数の高度な先住民文明の拠点として繁栄を極めた。その高度な文明はスペインによる植民地化によって大きな打撃を受けたが、それでもなお、その文化や技術は現代のメキシコ社会に影響を与えている。

### アステカ帝国
14世紀後半、テスココ湖の西岸にあったテパネカ族の国家アスカポツァルコにテソソモクという英傑が現れ、その傭兵部隊だったアステカ族は、テソソモクが没したあとの15世紀前半、テスココ、トラコパンとともにアステカ三国同盟を築いた。テスココの名君ネサワルコヨトルの死後は、完全にリーダーシップを握って周辺諸国を征服し、アステカの湖上の都テノチティトランを中心にアステカ帝国を形成した。アステカの守護神にして太陽と戦いの神ウィツィロポチトリと、雨の神トラロックを祀る高さ45メートルの大神殿「テンプロ・マヨール」がメキシコシティ歴史地区の憲法広場の北東にたっている。この大神殿は、アステカ帝国の中心であるテノチティトランの中心部に位置していたとされている。アステカ帝国は比類なき軍事国家であり、現在のコスタ・リカにまで隆盛を轟かせていた。

### スペイン植民地時代

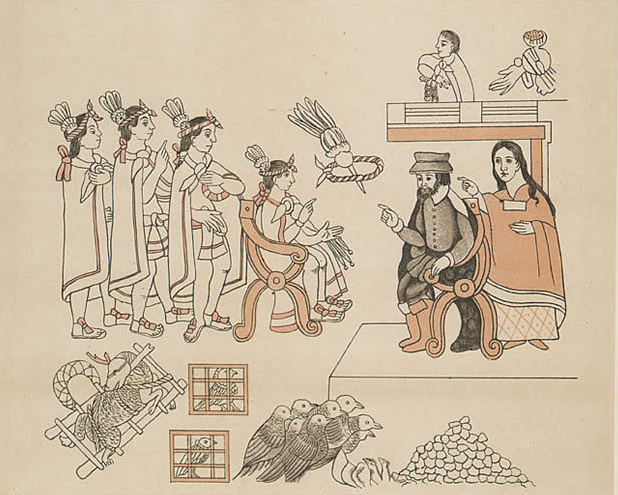
モクテスマ2世（中央）とエルナン・コルテス（右）の会見の様子。コルテスの隣の女性は通訳のマリンチェ

1492年のクリストファー・コロンブスのアメリカ大陸到達後、16世紀初頭の1519年にスペイン人エルナン・コルテスが上陸。コルテスら征服者達は、アステカの内紛や、神話の伝承を有利に利用して執拗な大虐殺を繰り返し行った末に、テノチティトランを破壊し、1521年に皇帝クアウテモックを惨殺してアステカ帝国を滅ぼした。そののちスペイン人たちは、この地にヌエバ・エスパーニャ（新スペイン）副王領を創設。ペルー副王領と並ぶインディアス植民地の中心として、破壊されたテノチティトランの上にメキシコシティが築かれた。

### メキシコ独立革命

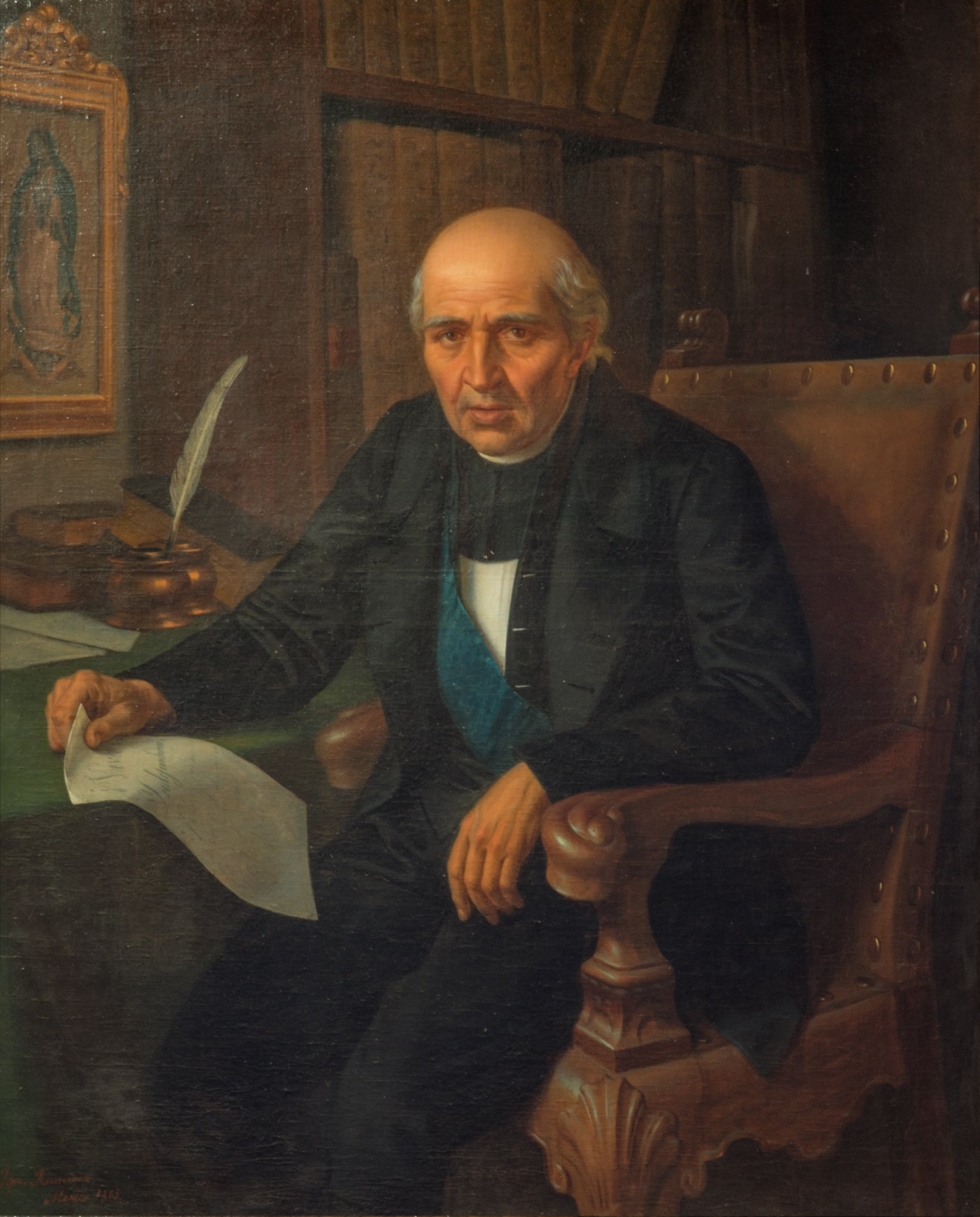
独立の父 ミゲル・イダルゴイダルゴは破れたが、志はホセ・マリア・モレーロスに引き継がれた

スペインによる支配は300年続いたが、19世紀を迎えるとアメリカ独立戦争やフランス革命、ナポレオン戦争に影響され、土着のクリオーリョたちの間に独立の気運が高まった。
1808年、ナポレオン・ボナパルトが兄のジョゼフをスペイン王ホセ1世として即位させた。それに反発するスペイン民衆の蜂起を契機としてスペイン独立戦争が始まると、インディアス植民地は偽王への忠誠を拒否。1809年から1810年にかけて、キト、ラパス、サンティアゴ、カラカス、ボゴタ、ブエノスアイレスとインディアス各地でクリオーリョたちの蜂起が始まる中、1810年9月15日にミゲル・イダルゴ神父らにより、スペイン打倒を叫ぶメキシコ独立革命が始まり、長い戦いの火蓋が切られた。
ペルーのクリオーリョと同様に当国のクリオーリョも先住民大衆の反乱を恐れたため、独立運動には消極的であり、イダルゴも、反乱を継いだメスティーソのホセ・マリア・モレーロス神父もアグスティン・デ・イトゥルビデ率いる王党派軍に敗れたが、モレーロスの乱が鎮圧されたあとの1820年ごろには南部のシモン・ボリーバルとホセ・デ・サン＝マルティンらに率いられた解放軍が各地を解放し、インディアスに残る植民地は島嶼部とブラジルを除けば当国とペルー、中米のみとなっていた。
スペイン本国で自由派が政権を握ると（リエゴ革命）、1821年9月15日に保守派クリオーリョを代表した独立の指導者アグスティン・デ・イトゥルビデがメキシコシティに入城し、反自由主義の立場から独立を宣言した。しかし、イトゥルビデがメキシコ王に推戴したかった反動派の元スペイン王フェルナンド7世は入国を断ったため、イトゥルビデ自身が皇帝に即位する形で第一次メキシコ帝国が建国され、中央アメリカを併合した。

### 相次ぐ対外戦争

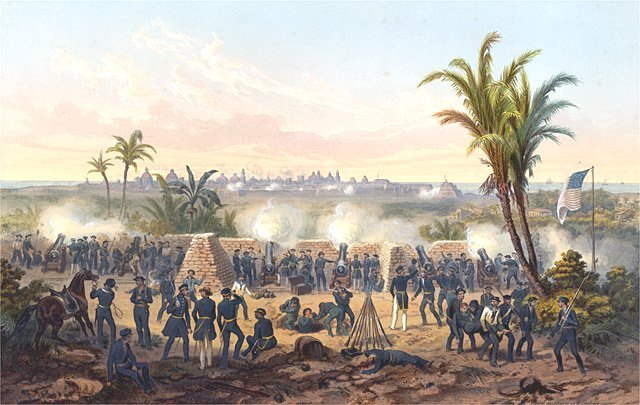
メキシコ・アメリカ戦争により、国土の半分近いカリフォルニアをアメリカ合衆国に奪われた

独立後は混乱が続き、1823年には帝政が崩壊して連邦共和国のメキシコ合衆国 (19世紀)となり、このときに中米連邦が独立した。独立後は内戦による農業生産力の低下、鉱山の生産力低下、カウディーリョの群雄割拠、流通の混乱など問題が多発し、政治的には不安定な時代が続き、1835年10月23日から1846年8月22日まで中央集権国家であるメキシコ共和国となっていた。
また、コアウイラ・イ・テハス州にアメリカ合衆国人の入植を認めると、1835年にはアングロサクソン系入植者が反乱を起こし、1836年にメキシコ領テハスはテキサス共和国として独立した。その後、アメリカ合衆国が1845年にテキサスを併合すると、1846年にはテキサスをめぐりアメリカ合衆国と米墨戦争を争ったものの、メキシコシティを占領されて1848年に敗北すると、テキサスのみならずカリフォルニアなどリオ・ブラーボ川以北の領土（いわゆるメキシコ割譲地）を喪失した。
領土喪失の経緯からアメリカとの対立は深まっていたが、1861年にアメリカの南北戦争勃発とともにフランス第二帝国のナポレオン3世がメキシコ出兵を開始。1863年にはメキシコシティが失陥、フランスの傀儡政権である第二次メキシコ帝国が建国される状況となった。
インディオ出身のベニート・フアレス大統領は、アメリカの支援を得てフランス軍に対して対抗し、1866年に主権を取り戻すものの、このことは後々までアメリカ合衆国の影響力が高まるきっかけとなった。フアレスは自由主義者としてレフォルマ（改革）を推進するも、1872年に心臓発作で死去した。フアレスの後を継いだテハーダ大統領は自由主義政策を進めたが、この時代になると指導力が揺らぐことになった。

### ディアスの独裁とメキシコ革命

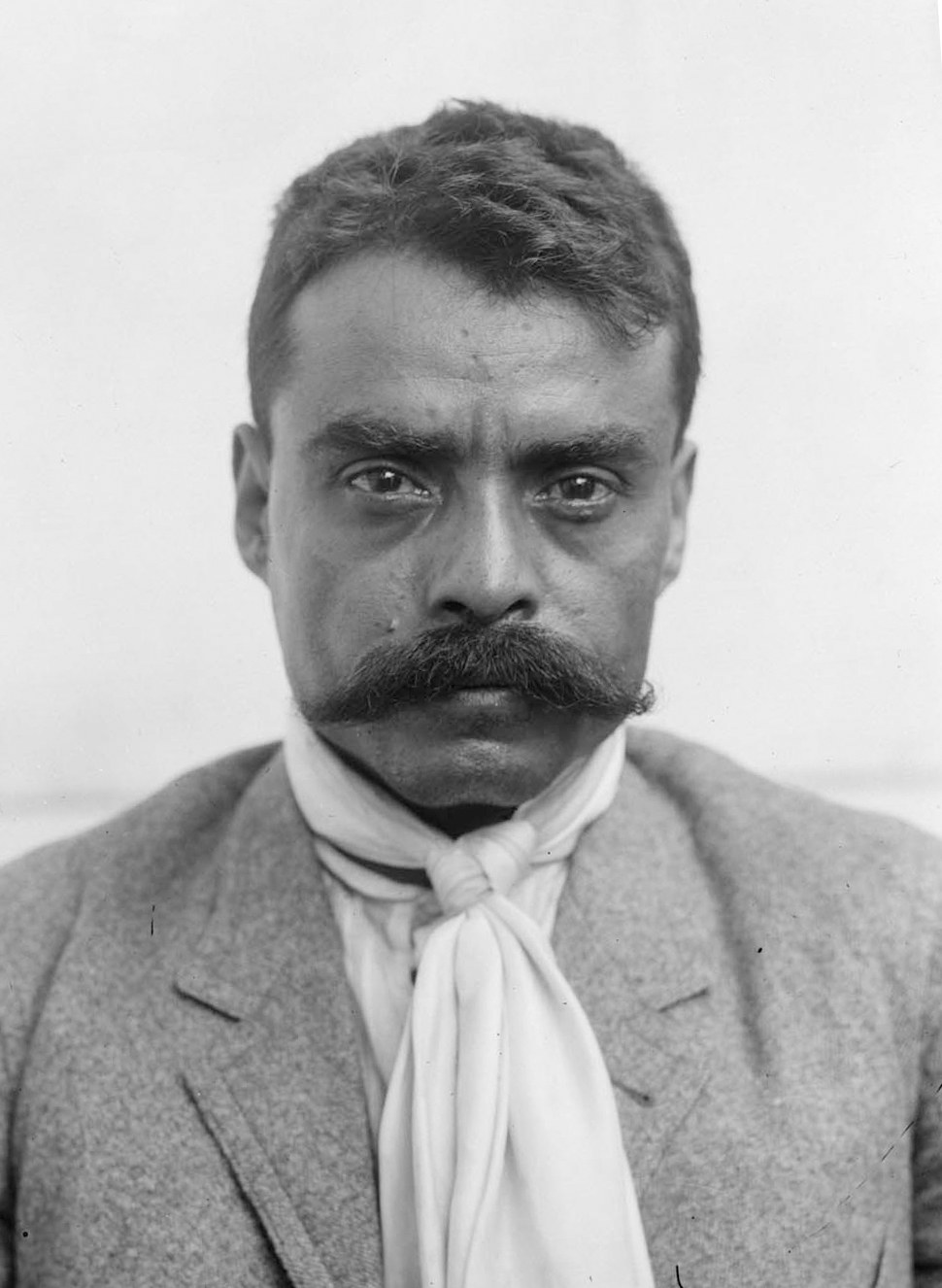
農地改革の先導者であり、サパティスタの由来ともなっているエミリアーノ・サパタ（1914年）

この隙を突いて1876年に、フランス干渉戦争の英雄ポルフィリオ・ディアスがクーデター（Revolución de Tuxtepec）を起こし、大統領に就任した。ディアスは30年以上に亘る強権的な独裁体制を敷き、外資が導入されて経済は拡大したものの、非民主的な政体は国内各地に不満を引き起こした。
1907年恐慌の影響が及び始め、労働争議が頻発する中で1910年の大統領選が行われ、ポルフィリオ・ディアスが対立候補フランシスコ・マデロを逮捕監禁したことがきっかけとなり、メキシコ革命が始まった。パンチョ・ビリャ、エミリアーノ・サパタ、ベヌスティアーノ・カランサ、アルバロ・オブレゴンらの率いた革命軍は、路線の違いもありながらも最終的に政府軍を敗北させ、1917年に革命憲法が発布されたことで、革命は終息した。革命は終わったものの、指導者間の路線の対立からしばらく政情不安定な状態が続いた。

### PRIの一党独裁

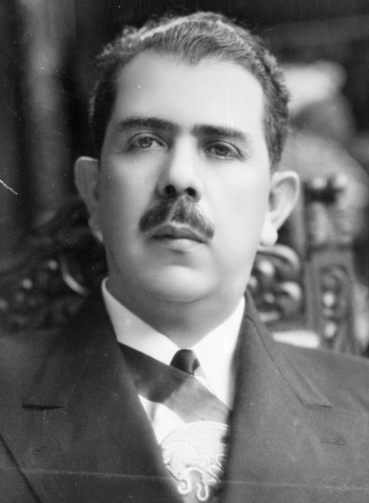
ラサロ・カルデナス大統領。メキシコ革命の精神を尊重し、農地改革や石油国有化を推進したが、彼の辞任後の制度的革命党は自ら革命の理念を裏切る腐敗政党と化していった

1928年に次期大統領が暗殺された事件を契機として、現職の大統領だったプルタルコ・エリアス・カリェスは国内のさまざまな革命勢力をひとつにまとめ、1929年に制度的革命党（PRI）の前身となる国民革命党（PNR）が結成された。国民革命党はヨーロッパで躍進していた全体主義イデオロギーの影響を受けていたと言われ、1932年に議員や首長など公職の連続再任が禁止され、地方政党の解体が進められた。この制度改革以降、党の公認指名を得ることが公職に就く絶対条件となり、同時に公認指名の条件が極度に厳格化された。候補者指名は大統領の権力とともに、その後の制度的革命党の権力の源泉となった。公職ポストが制度的革命党によって独占されるとエリート階級は党上層部への服従を余儀なくされ、71年間続く事実上の一党独裁体制が完成した。
1934年に成立したラサロ・カルデナス政権は油田国有化事業や土地改革を行い、国内の経済構造は安定した。その後、与党の制度的革命党（PRI）が第二次世界大戦を挟み、一党独裁のもとに国家の開発を進めた。アメリカ合衆国や西側の資本により経済を拡大したが、その一方で外交面ではキューバなどのラテンアメリカ内の左翼政権との結びつきも強く、政策が矛盾した体制ながらも冷戦が終結した20世紀の終わりまで与党として政治を支配した。
1950年代ごろから一党支配の弊害が指摘されるようになり、1960年代には選挙競争性の向上を目的とした制度改革が試みられるようになった。1976年に就任したポルティーヨ大統領が起用したレジェス・エロレスは、拘束式小選挙区比例代表並立制の導入など多くの項目からなる「レフォルマ・ポリティカ」と呼ばれる政治改革を策定し、現在に続くメキシコ政治の基礎を築いた。
また、20世紀の前半から中盤にかけては石油や銀の産出とその輸出が大きな富をもたらしたものの、それと同時に進んだ近代工業化の過程で莫大な対外負債を抱え、20世紀中盤に工業化には成功したものの、慢性的なインフレと富の一部富裕層への集中、さらには資源価格の暴落による経済危機など、現代に至るまで国民を苦しめる結果となった。

### メキシコ麻薬戦争

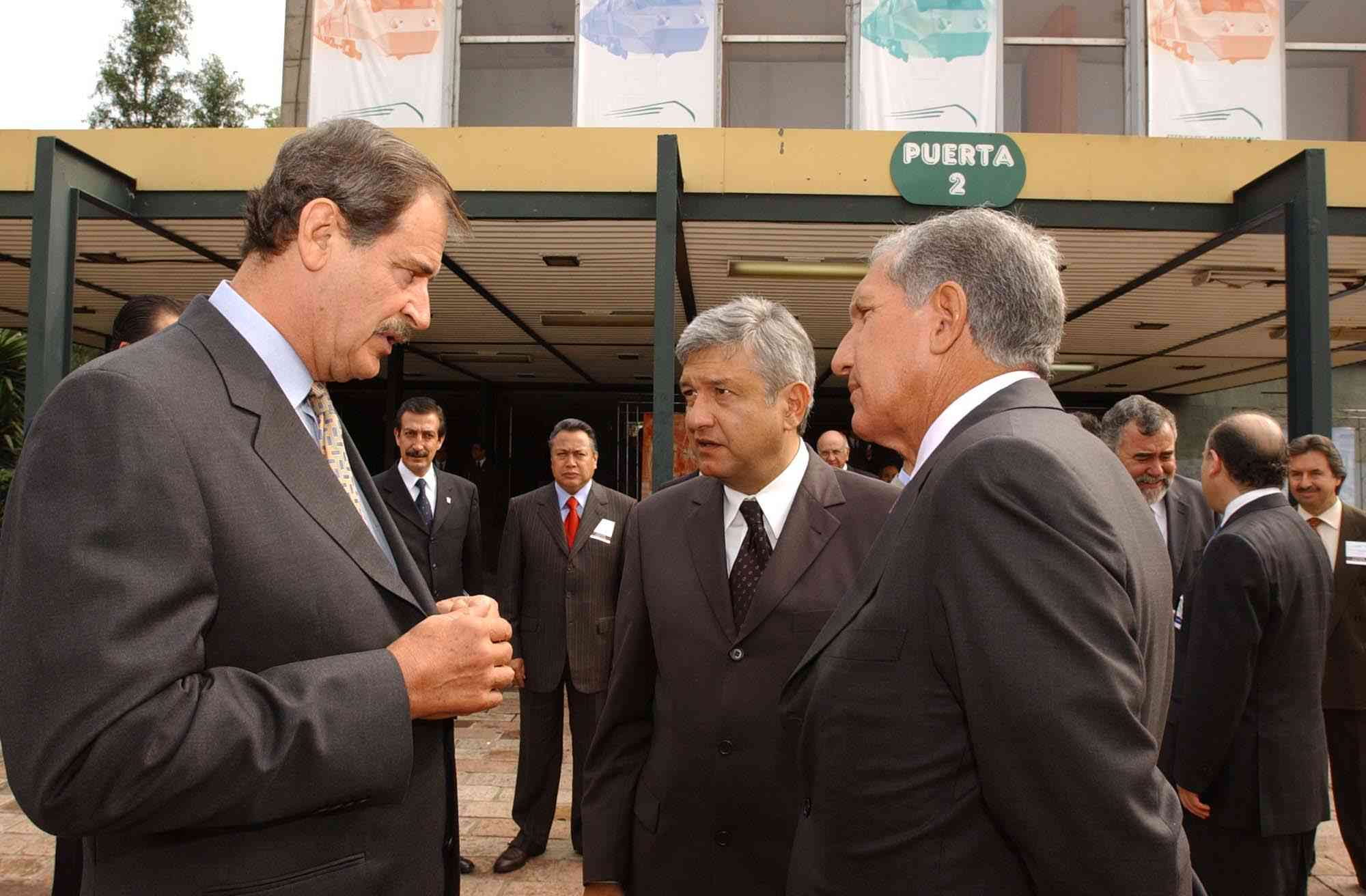
代大統領ビセンテ・フォックス・ケサーダ（左）と代大統領アンドレス・マヌエル・ロペス・オブラドール（中央）

1980年代以降は麻薬カルテルの抗争により治安が悪化してしまう。カルロス・サリナス・デ・ゴルタリ大統領の実兄のラウル・サリナスが麻薬取引に関与して逮捕されたことを受け、アメリカに出国し事実上亡命するなど、政権中央部まで汚染され尽くした。
冷戦が終わりアメリカからの支援が止まり、さらに麻薬カルテルとの癒着が明らかになり与党のPRIの支持率は落ち、2000年に長年続いた長期独裁政権は終わりを告げた。
カルデロン政権は、麻薬カルテルと癒着した警察幹部や州知事すらも逮捕するという強硬姿勢で臨み、軍を導入して麻薬犯罪組織を取り締まっている。これに伴い、カルテルの暴力による死者が激増、2010年には毎年1万5,000人以上の死者を出す事態になっている（メキシコ麻薬戦争）。

### 中流層の増加
一方、原油価格の高騰やNAFTA締結後の輸出量の増加、さらに内需拡大傾向を受けて中流層が増加し、NEXT11の一国に挙げられている。経済政策では原油価格高騰に伴いガソリン価格を連続して値上げして、国民から不満の声が上がっている。
2009年に入ってからはカナダやアメリカ合衆国とともに、新型インフルエンザ（H1N1）の発祥地とされている。2010年7月4日、全国32州のうち14州で地方選挙が実施された。2000年まで政権党だった野党の制度的革命党（PRI）が前進（知事選が実施された12州のうち10州でほぼ当選）した。

### PRI政権
2012年7月、大統領選挙が実施され、当日投開票された。保守系制度的革命党（PRI）のエンリケ・ペーニャ・ニエト（任期：2012年12月1日 - 2018年11月30日）が選出され、同年12月から大統領に就任した。
2013年、MIKTAに加盟している。

## 政治
政体は連邦共和制である。
2024年メキシコ総選挙では、クラウディア・シェインバウムが大統領に当選した。

### 大統領
国家元首は大統領である。大統領は国民の直接選挙によって選出され、任期は6年で再選は禁止されている。
大統領の権限は大きく、行政府の長も兼ねており、憲法では三権分立が規定されているものの、事実上司法府も統制下にあり、イギリスの新聞『エコノミスト』傘下の研究所エコノミスト・インテリジェンス・ユニットからは「混合政治体制」と評されている（民主主義指数の項目も参照）。また、軍部も大統領下でのシビリアンコントロールが制度的に確立している。
大統領は、行政各省の大臣を指名する。ただし、司法相のみは上院の承認が必要である。各大臣は大統領直属の地位にあり、大統領に対し責任を負うのみで、議会や国民に対して責任は負わない。副大統領や首相などの次席の役職はなく、大統領が死亡などで欠ける場合は、議会が暫定大統領を選出する。2019年より大統領を国民投票によって解任できる制度が導入され、大統領への反対票が過半数かつ投票率が有権者の40％を超えた場合は解任できる。

### 立法
連邦議会は両院制（二院制）。上院（元老院）は全128議席で、そのうち4分の3にあたる96議席が連邦区と州の代表（各3議席）、残りが全国区の代表である。それぞれ比例代表制で選出され、任期は6年。下院（代議院）は全500議席で、300議席は小選挙区制、200議席は比例代表制。任期は3年。両院とも連続再選は禁止されている。

### 行政
現在、連邦政府には15の省が設けられ、各種行政を担っている。

### 法律
世界最多の憲法改正国で、建国以来2007年までに175回改正している。
2003年、隣国・アメリカにおいて著作権の保護期間を死後70年・公表後95年に延長した法律が最高裁判所において合憲となったことを受けて、それまで「死後または公表後75年」であった規定を「100年」に延長した。この規定は、コートジボワールの99年を抜いて世界でもっとも長い保護期間である。

### 政党
主要政党には、中道右派の国民行動党（PAN）、20世紀前半から長らく支配政党だった制度的革命党（PRI）、国民再生運動（Morena）の3つが挙げられる。ほかにも、左派の民主革命党、サパティスタ民族解放戦線や、労働党、メキシコ緑の環境党などの小政党が存在する。

### 司法
司法権は最高裁判所に属している。

## 国際関係

### 多元外交
19世紀において、隣国のアメリカ合衆国によってテキサス、カリフォルニアを奪われる戦争を行ったものの、その後は同盟関係を結んだアメリカの強い影響下にありながら、歴史と文化を生かした多元外交を行っている。その一例として、第二次世界大戦後の冷戦当時から、隣国のアメリカとの深い関係を保ちつつも、ソビエト連邦やキューバなどの東側諸国との関係を維持してきた。特に隣国であるキューバとは、1959年のキューバ革命以降近隣のラテンアメリカ・カリブ海諸国が国交断絶した中、汎米主義に基づいて国交を継続していた。

### スペインとの関係
スペインからの独立以降も元の宗主国であるスペインとの関係は、文化や経済面を中心に非常に強い。しかし、1975年9月にカレロ・ブランコ前首相の暗殺に関わったとされる活動家5人がフランシスコ・フランコ政権によって処刑された際に、抗議して一時国交を断絶したことがある。

### アメリカ合衆国との関係
2020年において、輸出入ともに最大の貿易相手国はアメリカ合衆国である。特に輸出ではメキシコの輸出額の83.3%と大きな割合を占めており、経済面ではメキシコの最大のパートナーである。
しかし、政治面では友好的であると言い難い状況にある。特に近年においては、アメリカのトランプ政権における「国境の壁建設問題」などで両国の関係が悪化した。これはメキシコでのアメリカに対する意識調査で明らかであり、トランプ大統領在任時の2017年に実施された調査では、65%のメキシコ人がアメリカに対して否定的な見方を示し、肯定的な見方をしているのはわずか30%であった。
バイデン政権においては、メキシコはアメリカにとって民主主義国家としてのパートナーという見方が強く、2021年に開催された民主主義サミットにおいてもメキシコは招待を受け、参加した。しかし、2022年にロサンゼルスで開催された米州首脳会議では、メキシコは参加を見送った。理由としてバイデン政権が民主主義の欠如などを理由にキューバなど3カ国の招待を行わなかったことから、「米州機構加盟国の全ての国が招待されなければ、出席を見送る」という考えをロペスオブラドール大統領が示したためである。

### エクアドルとの関係
グラス元副大統領との関係がこじれたため、2024年4月6日で国交を断絶した。

### 日本との関係
江戸時代の初めの1609年（慶長14年）、フィリピン総督ドン・ロドリゴの一行がマニラからの帰途に、大暴風のため房総の御宿海岸に座礁難破した。地元の漁民達に助けられ、時の大多喜藩主本多忠朝がこれら一行を歓待し、徳川家康が用意した帆船で送還したことから、日本との交流が始まった。
1613年（慶長18年）に仙台藩主伊達政宗の命を受けた支倉常長は、ローマ教皇に謁見すべく当国とスペインを経由しイタリアのローマに向かった。支倉常長ら慶長遣欧使節団の乗ったサン・ファン・バウティスタ号は太平洋を横断しアカプルコへ、その後、陸路メキシコシティを経由し大西洋岸のベラクルスからスペインへ至った。メキシコでは大変手厚いもてなしを受け、現在、記念碑や教会のフレスコ画などに当時を偲ぶことができる。
また、日本が開国して諸外国と通商条約を結んだ中で、1888年（明治21年）締結した日墨修好通商条約は日本にとって事実上初めての平等条約であり、諸外国の駐日大使館のうちでメキシコ大使館のみ東京都千代田区永田町にあるのは、これに対する謝意の表れとされる。
19世紀末には榎本移民団による移住が始まり、第二次世界大戦後まで続いた。移民者の数は総計1万人あまりに達し、その子孫が現在でも日系メキシコ人として各地に住んでいる。
現在
メキシコシティへの進出は減っているが、メキシコ中央高原都市では日系企業が増えている。日系の自動車3社（日産第二工場、ホンダ、マツダ）が進出を決めたほか、200社以上が自動車部品工場や大規模倉庫などを建設中である。日本からの投資の90パーセント近くがこの地域に集中しており、一大進出ラッシュとなっている。なかでもアグアスカリエンテスは、1982年から日産の工場が進出したこともあり、大規模な新工場ができつつある。アメリカの平均よりも犯罪発生件数が少なく、真夜中にも多くの飲食店が開いており、日本人の家庭には人気の移動先になってきた。日系企業進出の遠因は、賃金も安く未開発な部分の多い魅力的なフロンティアであること、複雑な外交関係にない親日国であることなどである。犯罪の多いところではあるが、地方都市や州では軍隊や警察組織を駆使して独自の治安維持をしているところもあるので、進出には州単位、町単位での安全チェックが必須である。
2021年10月現在、メキシコへ進出している日系企業は1,272社となっている。これは前年(2020年)の1,300社から減少しているものの、中南米地域では最多の進出数となっている。また同年の在留邦人は11,390人であり、中南米地域ではブラジルに次いで2番目であり、国別邦人数においても21位につけている。日本からの輸出額は138億9700万米ドル、メキシコからの輸出額は36億52万米ドルであり、メキシコからアジア地域の貿易相手国としては中国、韓国に次ぐ規模となっている。日本からの主要な輸出品として輸送機械(鉄道以外)や電気・電子機器などが挙げられる。要因としてメキシコの地理的要因(例として米国・メキシコ・カナダ協定が挙げられる)、人件費の安さ、メキシコ国内におけるサプライヤーの不足がある。メキシコ国外から輸入した部品をメキシコの現地工場で製品を組み立て、国内及び北米向けに販売を行うことで、低コストで生産できる利点から進出する日系企業が多い。
日産自動車の関係
特に、日本企業（現在はフランスのルノー傘下）としては最初期の1966年7月に現地工場での自動車生産を開始した日産自動車は、同国日系自動車生産工場としても初ということもあり、関わりも深く、サッカー中継番組でもスポンサーになるほどの深さでもある。日産AD（現地名ツバメ）を生産していた時代は、日本への輸出（いわば逆輸入）も行っていた。ルノー傘下に入ったあとの2009年時点で、販売台数ベースで同国市場最大手である。同社は現在、アメリカとの国境地帯とメキシコシティとの中間点に位置するアグアスカリエンテスや、メキシコシティ郊外のクエルナバカに工場を構えているが、NAFTA発効後は当国のみならずアメリカおよびカナダ向け車種の主要な生産拠点となっており、近隣のチリやアルゼンチン、さらにヨーロッパなどにも輸出が行われている。おもな生産車種は「ティーダ（北米ではヴァーサ）」「ツル」「セントラ」「NP300フロンティア」で、日産自動車メキシコシティ事業所（日産メキシカーナS.A de C.V.）が取り扱う車種でもこのほかに「マキシマ」「アルティマ」「370Z（フェアレディZ）」「エクストレイル」「パスファインダー」「アーバン（キャラバン）」「キャブスター（アトラス）」と新たに「リーフ」も販売を開始した。また、ニューヨークのイエローキャブ向け仕様NV200もこの国で生産されている。以前は「サクラ（シルビア）」「サムライ（バイオレット）」「280C（後のセドリック）」も販売していた。さらには、メキシコ連邦警察専用向けとしてY30セドリックセダン（グレード的にはブロアム）をベースとしたセドリックパトロールも納めたほどである。
フィエスタ・メヒカナ
独立記念日の前日の9月15日に、大阪市のメキシコ総領事館の主催で、フィエスタ・メヒカナという祭を領事館の入居している梅田スカイビルのワンダースクエアで開催する。メキシコ政府が国外で行う文化交流としての祭事としての規模は最大のものである。

### MIKTA
MIKTA（ミクタ）は、メキシコ（Mexico）、インドネシア（Indonesia）、大韓民国（Korea, Republic of）、トルコ（Turkey）、オーストラリア（Australia）の5か国によるパートナーシップである。

## 軍事

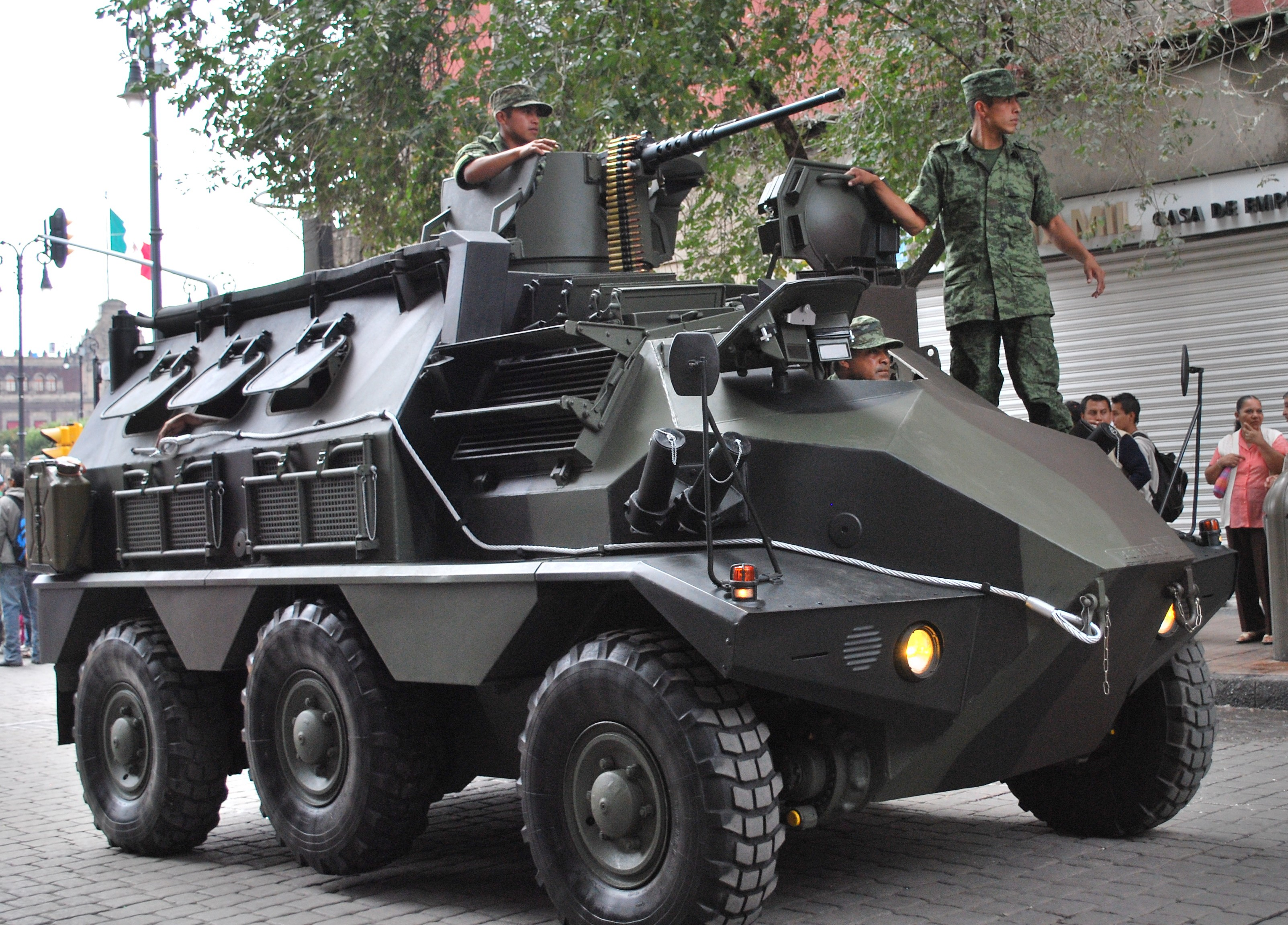
メキシコ軍の装甲兵員輸送車（VCR-TT）

成人男子には1年間の選抜徴兵制が採用されている。現在、大きな対外脅威はなく、おもな敵は国内の麻薬カルテル（メキシコ麻薬戦争）、次いでサパティスタ民族解放軍である。

## 地理

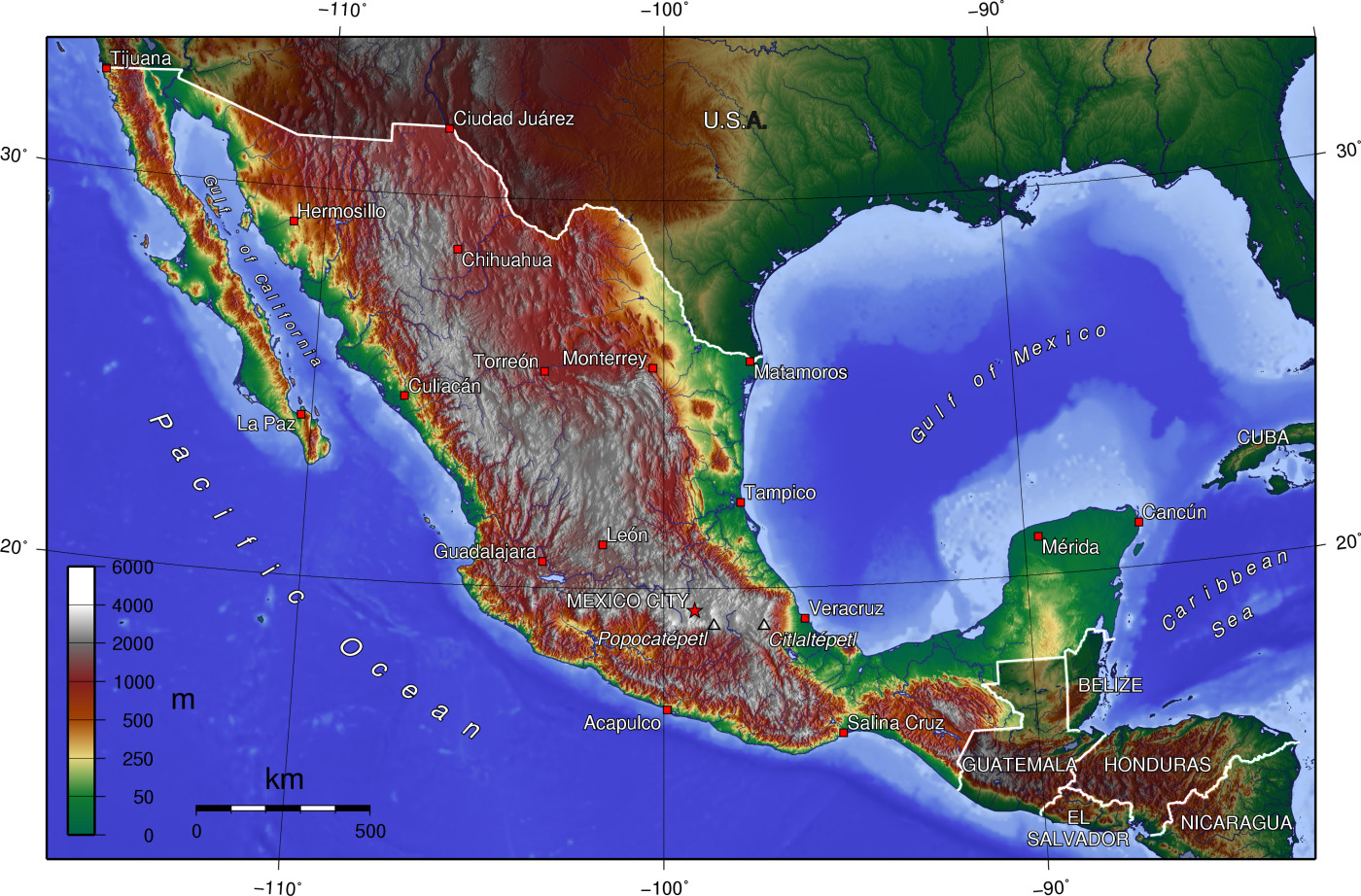
メキシコの地形図

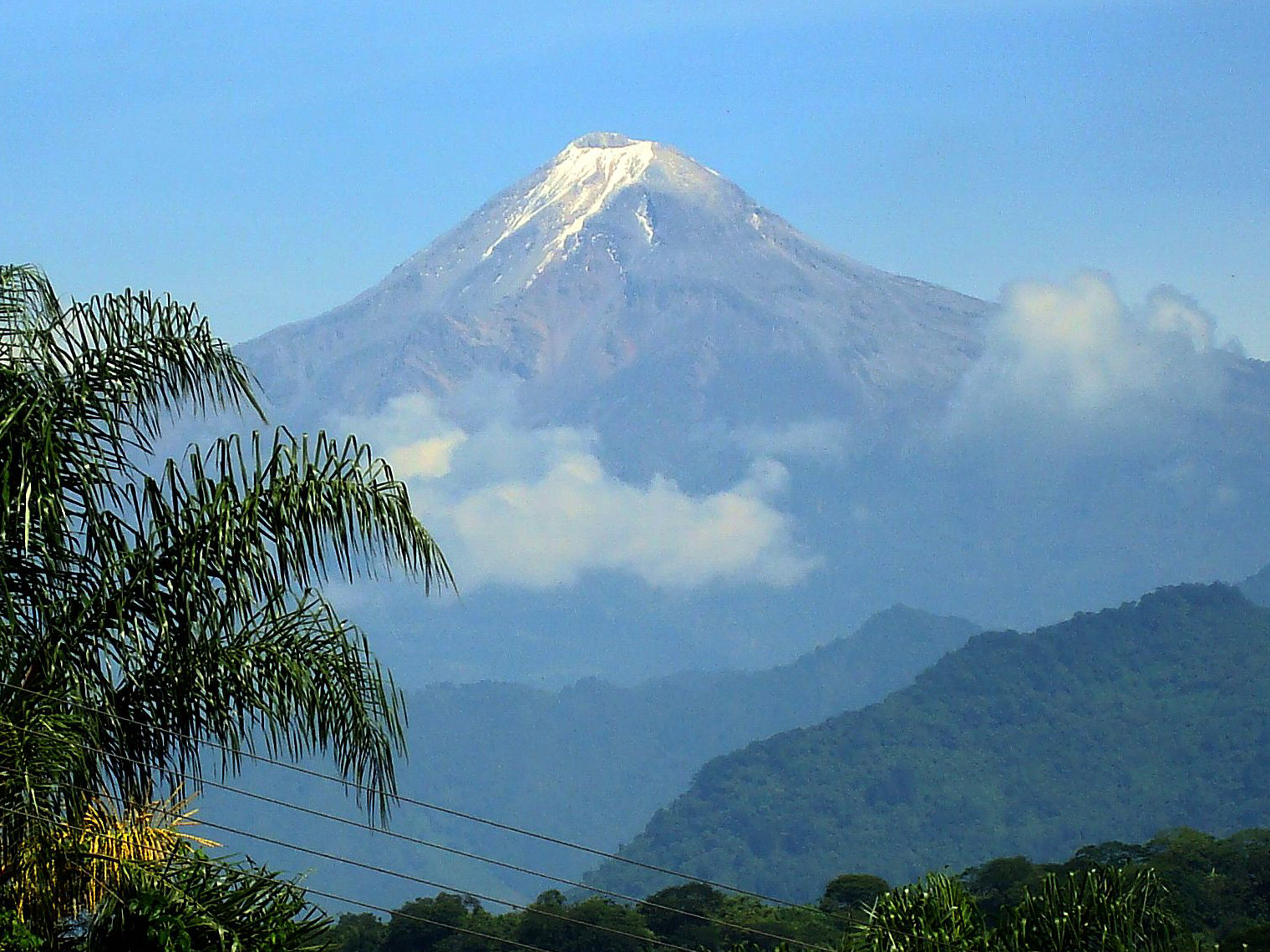
オリサバ山

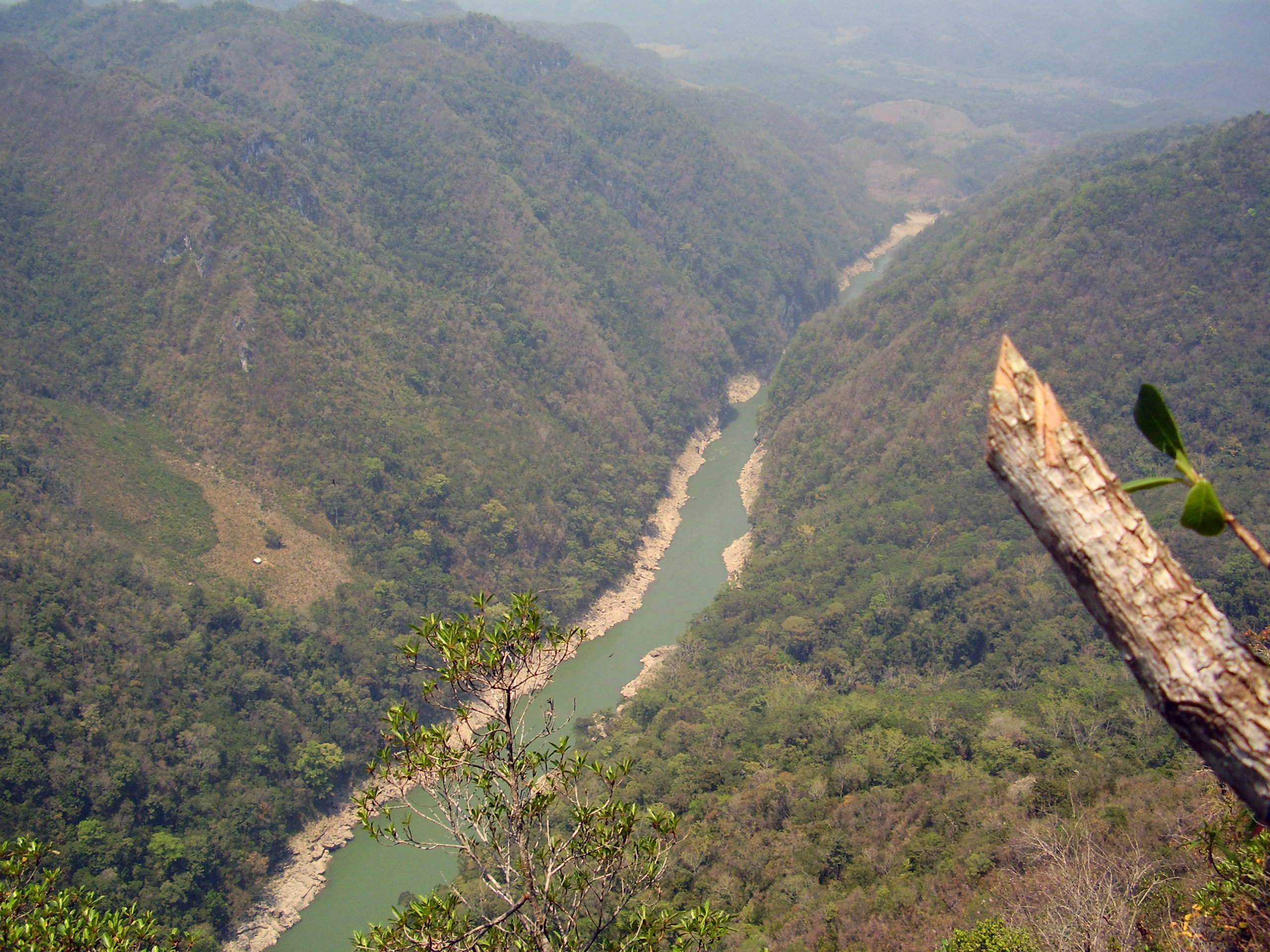
ウスマシンタ川

北米大陸の南部に位置し、約197万平方キロの面積（日本の約5倍）を持つ。海岸線の総延長距離は1万3,868キロに達する。海外領土は持たないが、領土に含まれる島の面積は5,073平方キロに及ぶ。
地質構造は、北に接するアメリカ合衆国とは異なり、クラトンが存在しない。アラスカから太平洋岸に沿って伸びるコルディレラ造山帯とアメリカ合衆国東岸に沿う古いアパラチア山脈に続くワシタ造山帯（メキシコ湾岸）が国内でひとつにまとまる。地向斜による膨大な堆積物がプレート運動により褶曲山脈を形成しているほか、第三紀以降の新しい火山が連なる。このため、高原の国であり、北部は平均1,000メートル前後、中央部では2,000メートル前後である。標高5,000メートルを超える火山も珍しくなく、国内最高峰のピコ・デ・オリサバ山（シトラルテペトル山）の5,689メートル（もしくは5,610メートル）をはじめ、ポポカテペトル山（5,465メートル、もしくは5,452メートル）、イスタシュワトル山（5,230メートル）などが連なる。もっとも頻繁に噴火を起こすのはコリマ山（4,100メートル）である。
最長の河川はアメリカ合衆国との国境を流れるリオ・ブラボ・デル・ノルテ川（リオ・グランデ川）であり、3,057キロのうち2,100キロが両国の国境を流れる。最大の湖はチャパラ湖（1,680平方キロ）である。

### 気候
カリフォルニア半島の大部分とメキシコ高原中央は、ケッペンの気候区分でいうBWであり、回帰線より北のほとんどの地域はステップ気候BSに分類される。いずれも乾燥気候である。北部の高原地帯には大きなサボテンやリュウゼツランなどしか生育しない広大な不毛の土地が広がっている。リュウゼツランの一種であるマゲイはテキーラの原料であり、輸出産品のひとつである。中西部に広がっているリュウゼツラン生産地帯は、世界遺産に登録された「テキーラ地帯」となっている。北回帰線よりも南では、海岸線に沿って熱帯気候に分類されるサバナ気候（Aw）が伸びる。ユカタン半島南部にのみ、弱い乾期の存在する熱帯雨林気候（Am）が見られる。熱帯雨林気候（Af）はテワンテペク地峡北部にのみ存在する。メキシコ湾岸沿いの一部の地域には温帯気候である温暖湿潤気候（Cfa）が、山岳部は温帯気候である温帯夏雨気候（Cw）と高山気候（H）が卓越する。首都メキシコシティの平均気温は、13.7℃（1月）、16.5℃（7月）。年平均降水量は1,266ミリである。メキシコシティの標高は2,268メートルである。
平均的には非常に温暖な気候で、沿岸部には世界的に有名なビーチリゾートがたくさんある。東部・カリブ海沿岸ではカンクンなど、西部・太平洋沿岸ではプエルト・バヤルタやアカプルコなど、太平洋に面する細長いバハカリフォルニア半島にあるロス・カボスやラパスなどがこれに該当し、世界中から観光客を引きつけるとともに、貴重な外貨の収入源となって多くの雇用をもたらしている。

### 地下資源
地下資源に恵まれた世界でも有数の国である。まず、銀の埋蔵量については現在でも世界第2位であり、16 - 19世紀初期までの銀の埋蔵量は世界の生産量の半分を占めた。ほかには銅の埋蔵量世界第3位、鉛と亜鉛は第6位、モリブデンは第8位、金が第11位であり、世界有数の生産量を誇っている。さらに鉄鉱石、石炭のほか、マンガン、ストロンチウムなどの希少金属も産出する。そして、地下資源のなかでも石油が国内経済を支えている。ただし、2017年の原油生産量は222万バレルで2004年の最大383万バレルから漸減している。

## 地方行政区分
第一級行政区画は32の州に分かれる。首都メキシコシティの全域は、どの州にも属さない連邦区（Distrito Federal）とされていたが、2016年に憲法が改正されて32番目の州になった。
各州には、知事（メキシコシティは政府長官）と一院制の議会があり、それぞれ住民の直接選挙によって選出される。任期は6年。
| - アグアスカリエンテス州 Aguascalientes - バハ・カリフォルニア州 Baja California - バハ・カリフォルニア・スル州 Baja California Sur - カンペチェ州 Campeche - チアパス州 Chiapas - チワワ州 Chihuahua - コアウィラ州 Coahuila - コリマ州 Colima - ドゥランゴ州 Durango - メキシコシティ Ciudad de México - グアナファト州 Guanajuato | - ゲレーロ州 Guerrero - イダルゴ州 Hidalgo - ハリスコ州 Jalisco - メヒコ州 México - ミチョアカン州 Michoacán - モレーロス州 Morelos - ナヤリット州 Nayarít - ヌエボ・レオン州 Nuevo León - オアハカ州 Oaxaca - プエブラ州 Puebla - ケレタロ州 Querétaro | - キンタナ・ロー州 Quintana Roo - サン・ルイス・ポトシ州 San Luis Potosí - シナロア州 Sinaloa - ソノラ州 Sonora - タバスコ州 Tabasco - タマウリパス州 Tamaulipas - トラスカラ州 Tlaxcala - ベラクルス州 Veracruz - ユカタン州 Yucatán - サカテカス州 Zacatecas |

### 主要都市
- メキシコシティ (México)
- グアダラハラ (Guadalajara)
- モンテレイ (Monterrey)
- プエブラ (Puebla)
- トルーカ (Toluca)
- ティフアナ (Tijuana)
- トレオン (Torreón)
- ケレタロ (Querétaro)

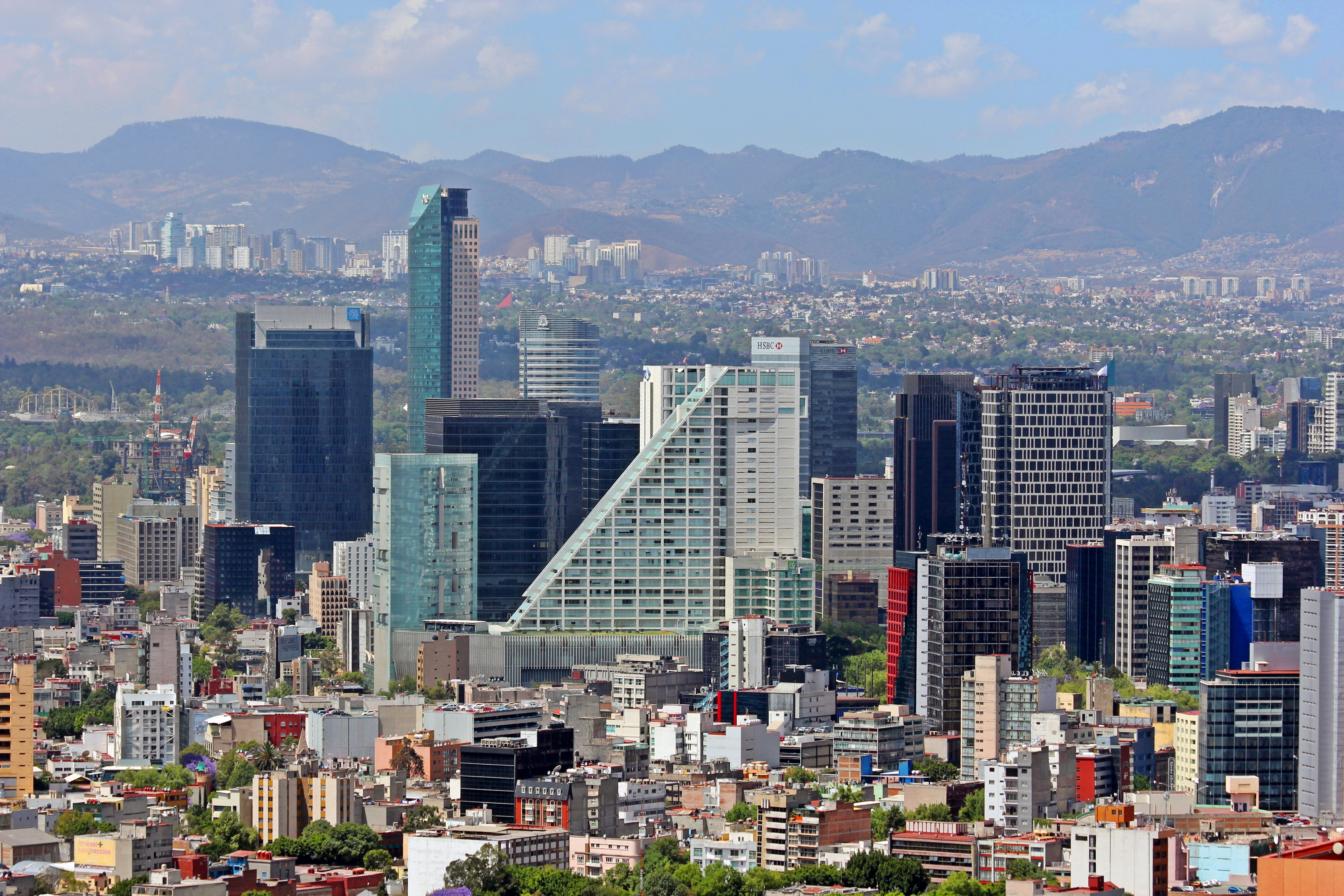
メキシコシティはビジネス、文化、政治などを総合評価したグローバル都市指標で35位の都市と評価された

- シウダー・フアレス (Ciudad Juárez)
- メリダ (Mérida)
- サン・ルイス・ポトシ (San Luis Potosí)
- アグアスカリエンテス (Aguascalientes)
- メヒカリ (Mexicali)
- クエルナバカ (Cuernavaca)
- チワワ(Chihuahua)
- カンクン(Cancún)
- アカプルコ (Acapulco)

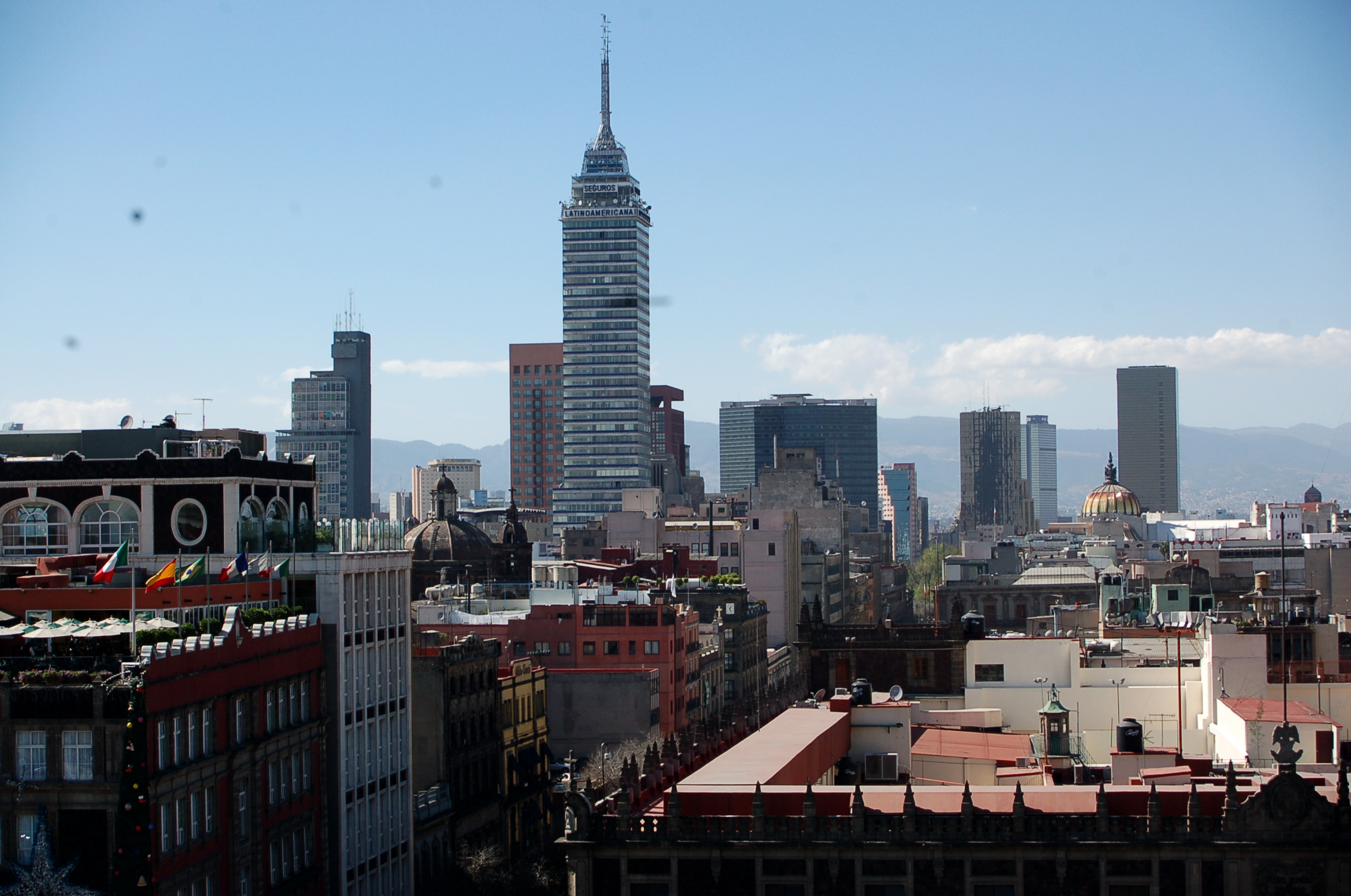
メキシコシティ
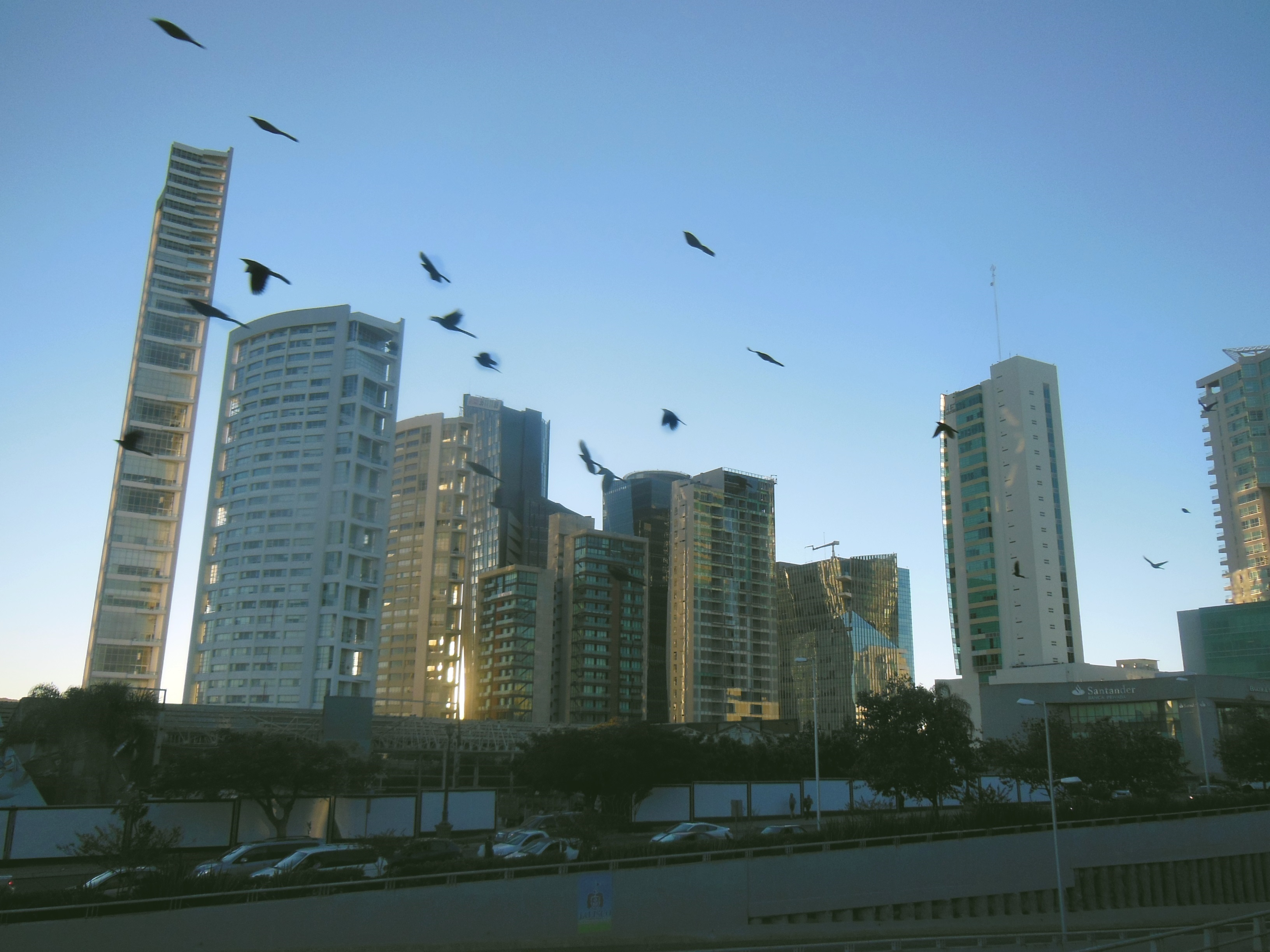
グアダラハラ
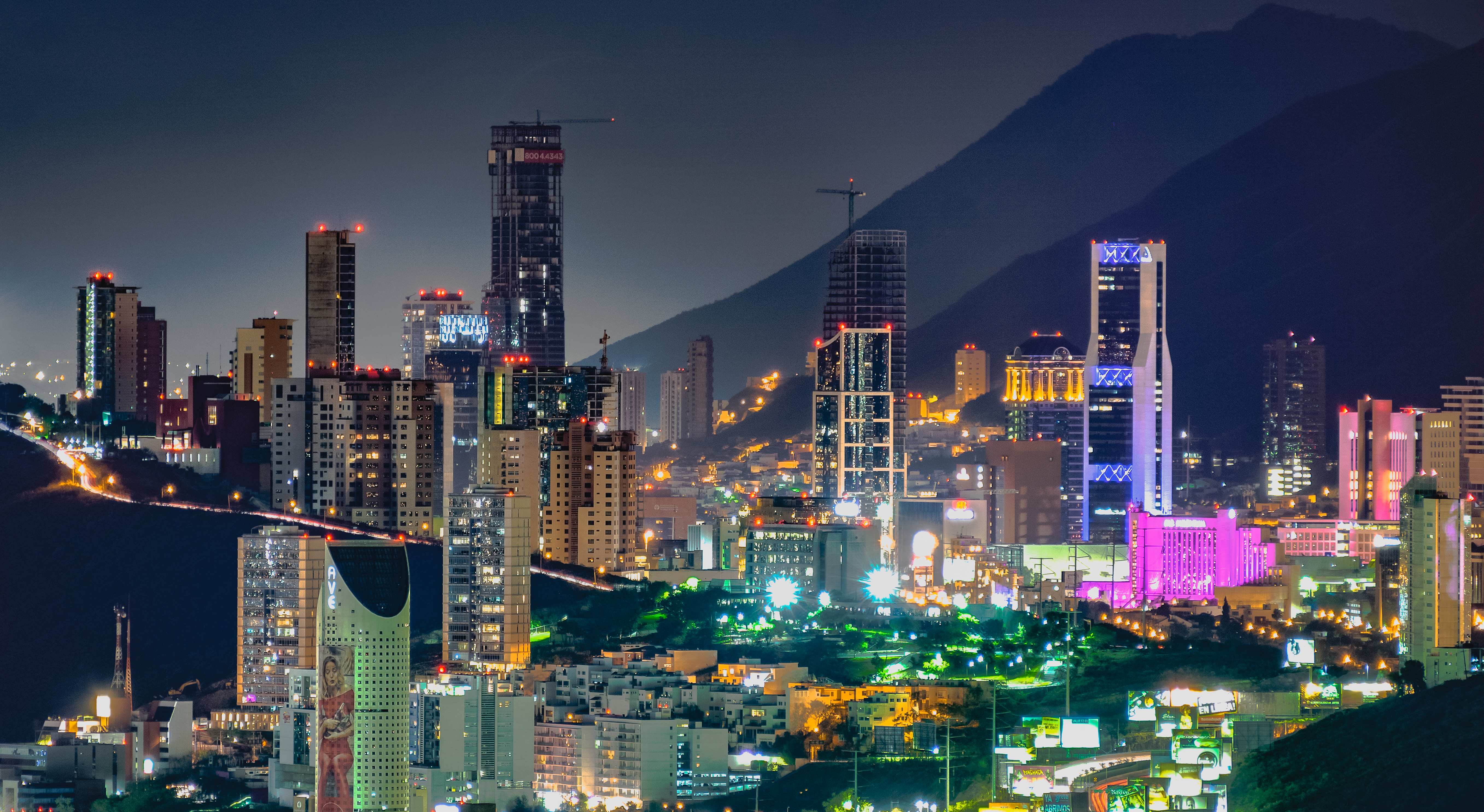
モンテレイ
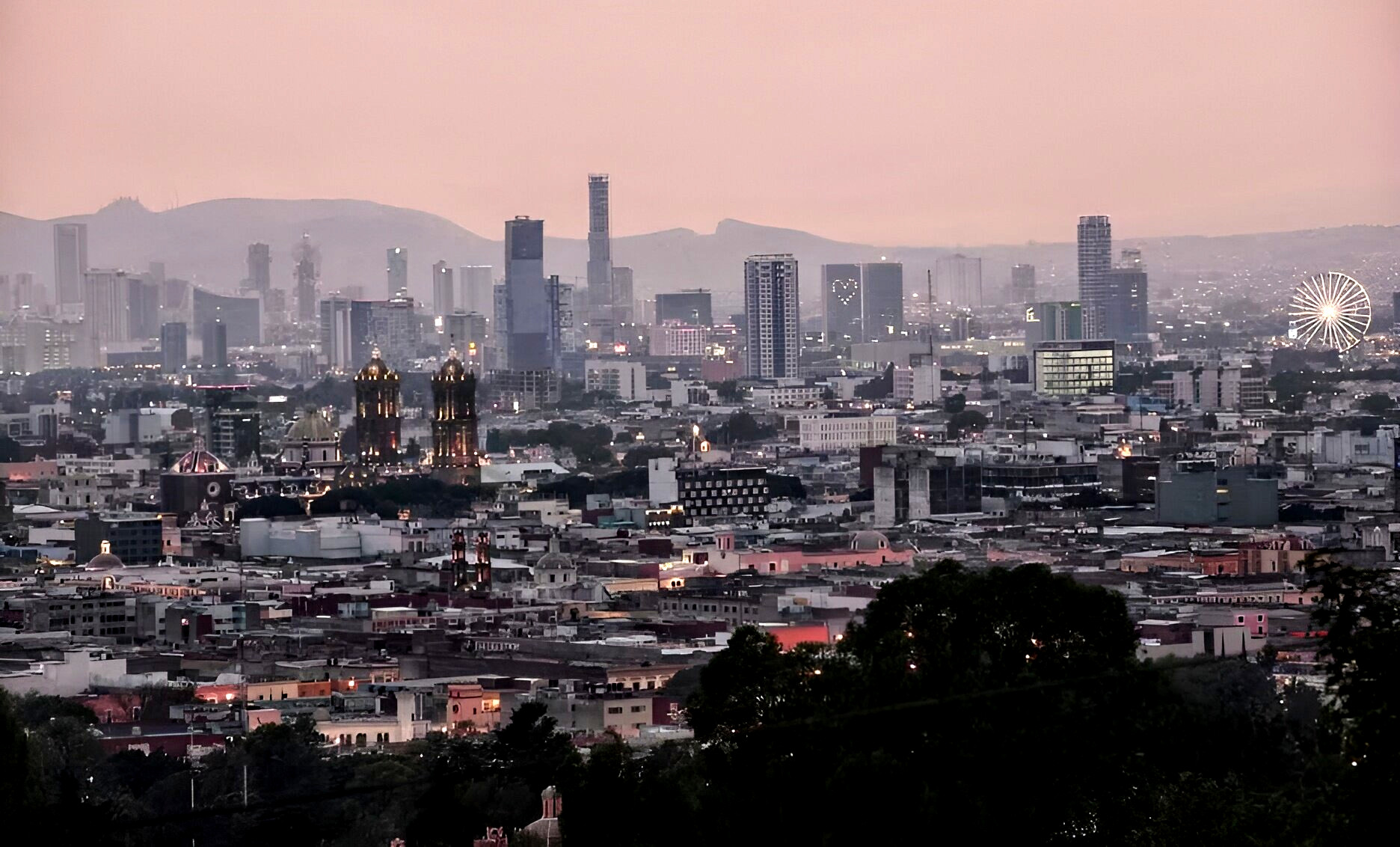
プエブラ
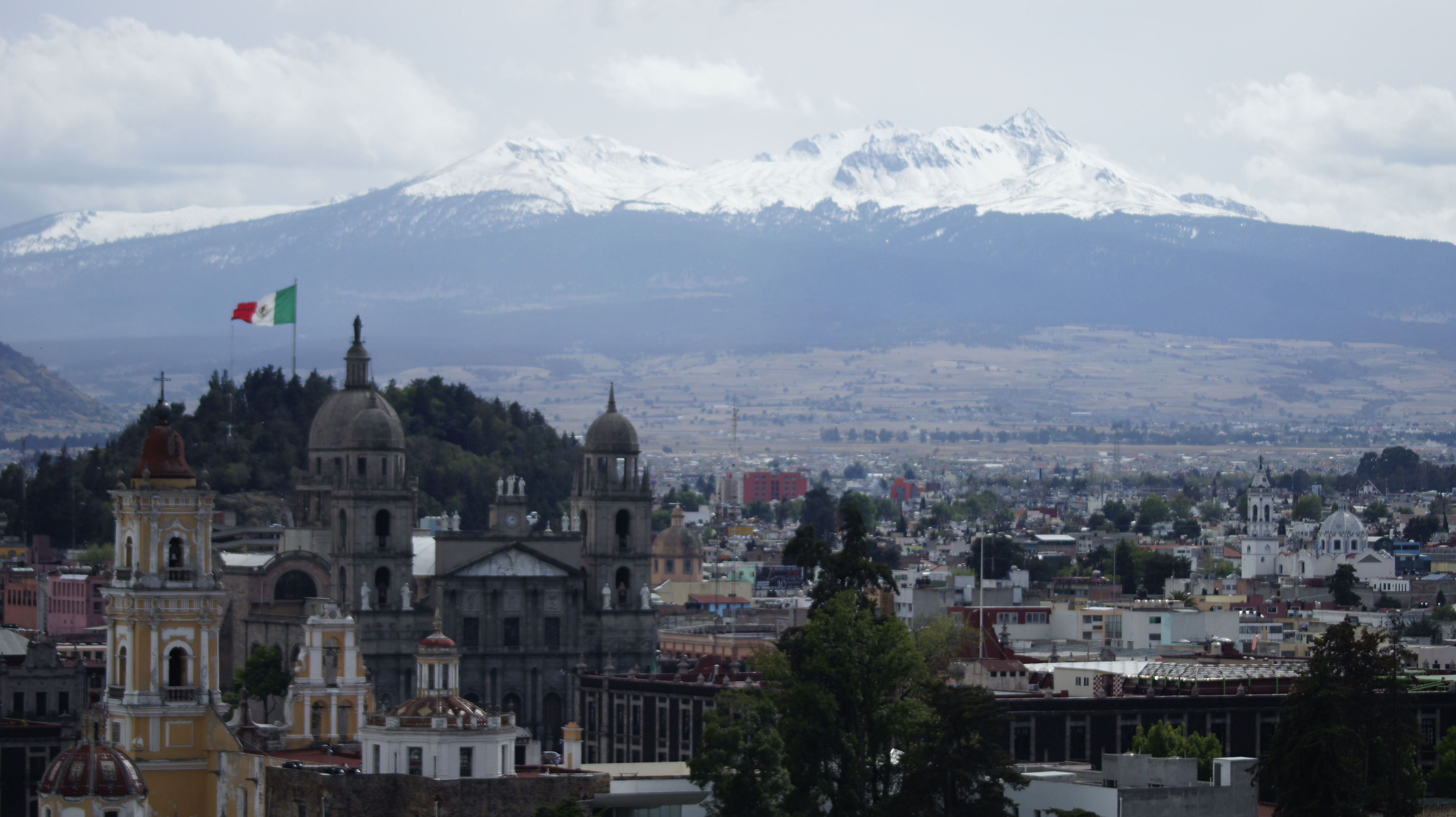
トルーカ
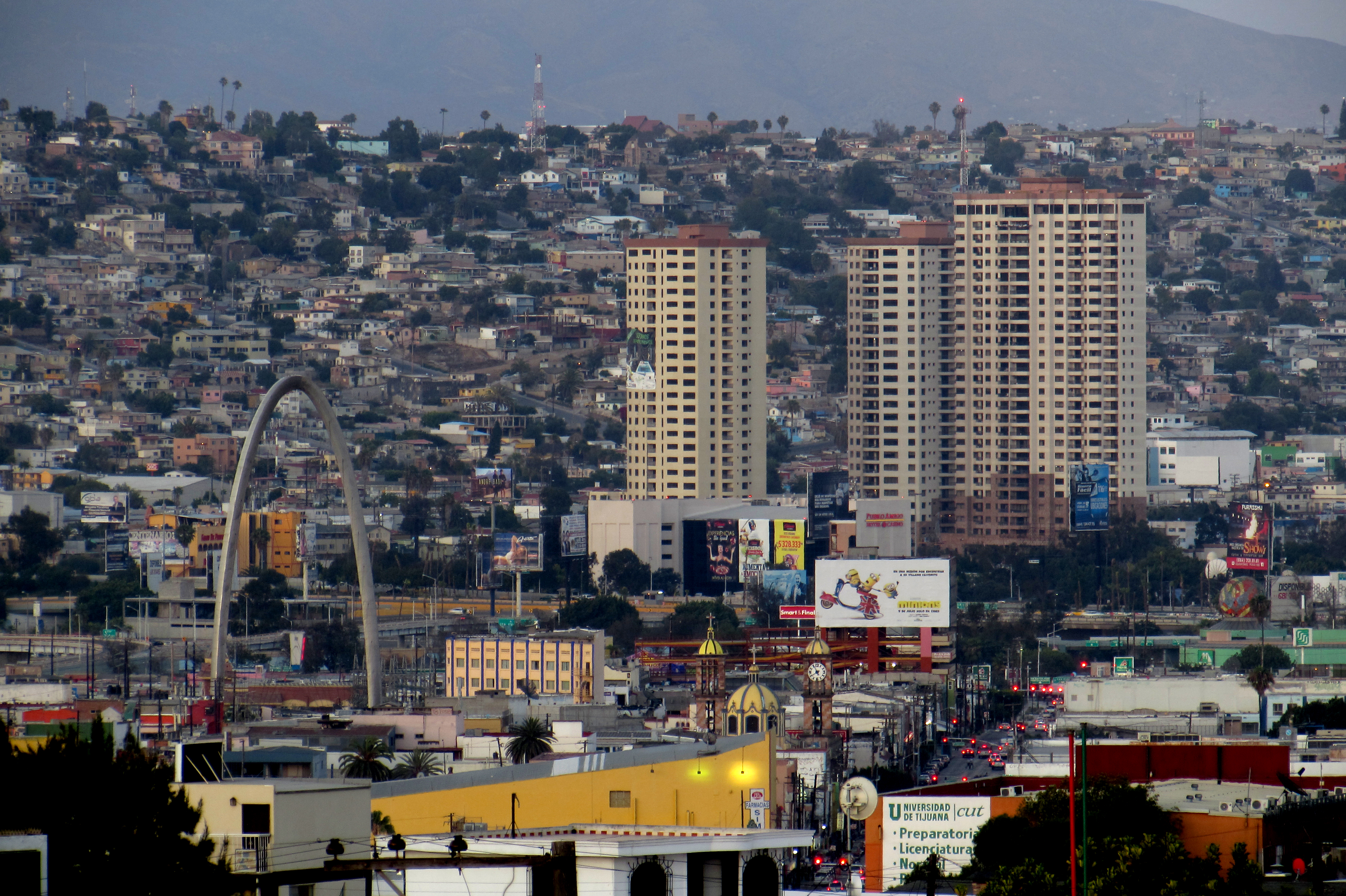
ティフアナ

## 経済

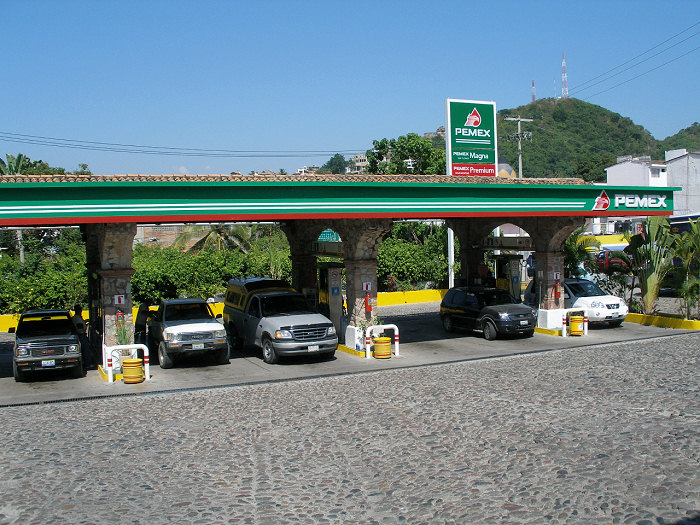
ペメックスのガソリンスタンド

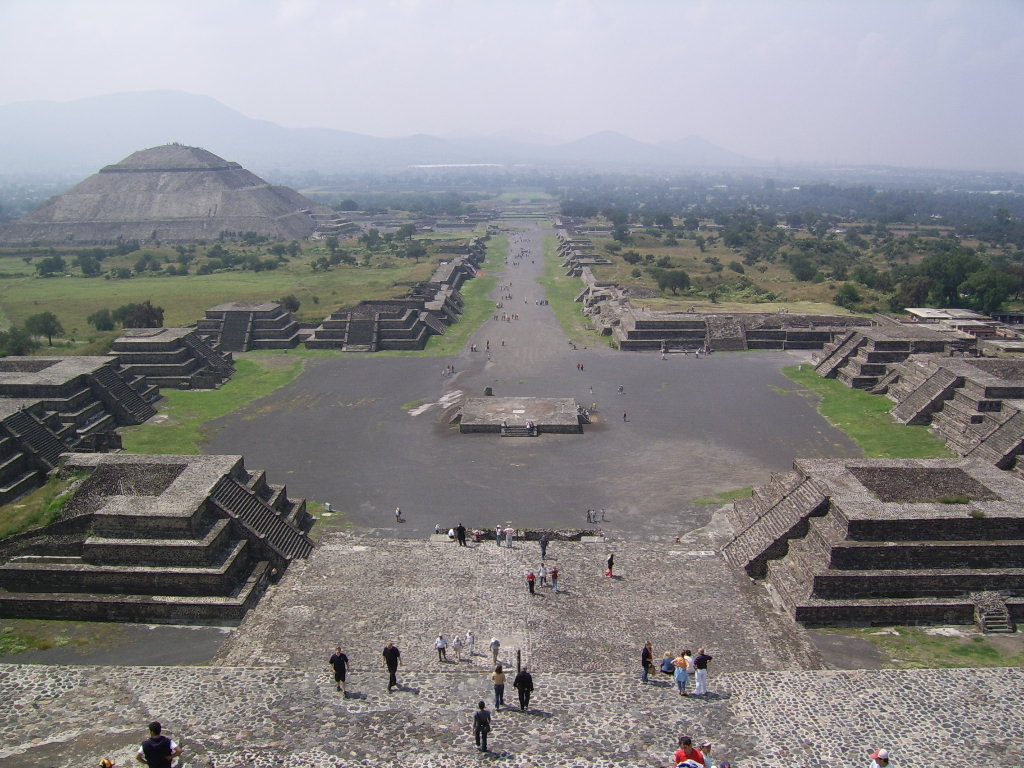
テオティワカン。考古学遺跡はメキシコの観光収入の大部分を占める

2013年の時点のGDPは1兆2,609億ドルであり、世界15位である。韓国とほぼ同じ経済規模であり、ラテンアメリカではブラジルに次いで2位である。1人あたりのGDPでは1万650ドルとなり、世界平均を若干上回る。メルコスールと南米共同体のオブザーバーであり、経済協力開発機構（OECD）、アジア太平洋経済協力（APEC）、北米自由貿易協定（NAFTA）の加盟国でもある。
カリブ海沿岸地域を中心にして油田が多く、第二次世界大戦ごろより国営石油会社のペメックスを中心とした石油が大きな外貨獲得源になっている。鉱物では銀やオパールの産地としても中世から世界的に有名である。電線に使える銅はグルポ・メヒコが採掘している。ほかにも水産業や観光業、製塩やビールなどが大きな外貨獲得源になっている。また、20世紀前半より工業化が進んでおり、自動車や製鉄、家電製品の生産などが盛んである。おもな貿易相手国はアメリカ、カナダ、日本、スペインなど。
特に1994年1月1日に北米自由貿易協定（NAFTA）が発効したあとは、その安価な労働力を生かしてアメリカやカナダ向けの自動車や家電製品の生産が増加している。しかし、その反面経済の対米依存度が以前にもまして増えたため、NAFTA加盟国以外との経済連携を進めており、2004年9月17日には日本との間で、関税・非関税障壁の除去・低減や最恵国待遇の付与を含む包括的経済連携「日本・メキシコ経済連携協定」について正式に合意した。
2008年1月から北米自由貿易協定のもとで全農作物が完全輸入自由化、つまり、最後まで残っていたトウモロコシなど農作物の関税がすべて撤廃された。これに対する農民らの抗議デモが2008年1月30日にメキシコシティ中心部の憲法広場で13万人が参加して行われた。デモの要求は、「NAFTAの農業条項についてアメリカ、カナダと再交渉すべきだ」というものである。

### 二度の通貨危機

#### 1982年メキシコ債務危機
1970年代、石油価格高騰を受け、石油投資ブームが発生した。また、賃金がアメリカよりも安いことから、製造業の工場移転による投資も増えていた。国際金融市場を行き交うマネーが急増し、利益を得るために発展途上国への融資をどんどん行っていた。ちょうど1995年前後、1ドル100円水準の円高を受け、日本から東南アジアへ工場が移転し、東南アジア諸国に投資が急増したのに似ている。投資は、アメリカの金融機関にとって、比較的安全なものと判断されていた。ドルとメキシコ・ペソは固定相場であり、当時、当国の石油公社や電力会社は国営であったため、メキシコ政府による債務保証がつけられていた。国家が破産するはずがないと信じられていた時代である。アメリカより金利が高いため、アメリカで資金を調達し、当国に投資をすれば、濡れ手に粟のように儲けることができた。そういう事情により、メキシコの対外債務は急増していった。債務の利払いは石油や輸出による代金で賄われていた。ところが、1980年代になるとアメリカの金利が上昇したため、対外債務の利払いが増大し、さらなる融資が必要となったが、財政負担能力を超えていた。1982年8月、利払いの一時停止（モラトリアム）を宣言する羽目になり、国民は急激なインフレーションと失業の増大によって苦しんだ。
当時の対外債務は870億ドルであった。メキシコ危機が特にアメリカのメガバンクに与える影響が大きいため、IMFとアメリカ合衆国財務省、メガバンク・シンジケートにより救済措置がとられた。「大きすぎて潰せない」有名な事件となった。ネルソン・バンカー・ハントを破産させたばかりの出来事であった。1982年の利払い分に相当する80億ドルを緊急融資が実行され、翌年には70億ドルの追加融資が行われた。さらに、債務を返済するため、厳しい措置がなされた。石油公社や電力会社の民営化はもちろん、貿易自由化などを強要する条件で、IMFをはじめとする国際金融機関との合意がなされた。このメキシコ債務危機以降に同様の措置が、発展途上国で債務危機の発生した場合に適用されることとなる。
危機脱出後は再び資金が戻ってきたが、新規投資の資金ではなく、カルロス・スリムのようなメキシコ人富裕層がアメリカに流出させたマネーであった。このマネーが民営化された国営企業や銀行の購入資金となった。売却された国営企業の資産価値は売却額よりもはるかに高かったため、メキシコ債務危機が終わって見ると、一部の富裕層がさらに裕福となり、大半の国民がより貧乏になるという結果をもたらした。ここで大もうけした人たちが、経済改革を徹底的に行い、再びアメリカや日本などの外国から資金を集めることに成功し、再び対外債務は増加していった。

#### 1994年メキシコ通貨危機
1986年関税および貿易に関する一般協定（GATT）に参加した。外国から資金を呼ぶため、金利は高く設定され、ペソは過大評価されていた（この点はアジア通貨危機直前の状況と似ている）。その結果、輸入が急増し輸出は不振となり、貿易赤字が増大していった。1990年の貿易赤字は1,000億ドルに達し、さらに1992年12月、北米自由貿易協定が調印され、アメリカからの投資ブームが起こった。1982年の債務危機のことは忘れ去られ、安い労働力を求めて、アメリカの製造業が大挙して工場を建設し、空前の好景気に沸いていた。
しかし、バブルの崩壊は突然であった。1994年2月、南部で先住民による武装反乱が発生。3月には大統領選挙の候補が暗殺された。この事件をきっかけにして信頼が一時失墜し、カントリーリスクの懸念が表面化した。その結果、メキシコ・ペソが暴落し、ペソ売りドル買い圧力の増加に対抗するためにメキシコ政府はドル売りペソ買いで為替介入したが、力尽きて国家は財政破綻。その結果、12月に固定相場から変動相場への移行を余儀なくされた。
その一方で、メキシコ通貨危機を防衛するために、政府は額面がペソで元利金の支払いがドルで行う政府短期証券「テソボンド」を大量に発行した。この債権がメキシコ通貨危機が治まったあとに事実上のドル建てで取り戻せたため、皮肉にもこれを購入した富裕層はたいへん儲かったという。1982年のメキシコ債務危機に続いて、1994年のメキシコ通貨危機でも、経済破綻を通して富裕層がさらに富を増やしたが、投資した投資家たちは巨額の損失を被り、国民は急激なインフレと貧困に大量失業という苦しみを味わうことになった。

### 税制
企業への法人税は、毎年といっていいほど制度が変わる。また、ミニマムタックス制度を導入しているため、非常に煩雑なものとなっている。企業は税金を回避するために「新しい税制は憲法により保障された権利を侵している」として訴訟を起こすのが毎年恒例となっている。この訴訟では、行政が敗訴となることがしばしばある。ただし、訴訟期間中は税金を払うことが望ましい。
国民の7割が肥満となっていることから、対策として菓子などの高カロリー食品に特別税を設定している。

### NEXT11
メキシコは米投資銀行のゴールドマン・サックスおよびエコノミストのジム・オニールが研究論文において、BRICS諸国に次いで21世紀有数の経済大国に成長する高い潜在能力があるとしたNEXT11に含まれている。メキシコは1994年の通貨危機以降、アメリカの景気拡大や国際石油価格の高騰、新興国への資金流入の活発化に支えられ、2022年現在、順調な回復軌道を辿っている。特に製造業が好調であるが、最大の輸出相手であるアメリカの経済に左右されやすい特徴を持っている。

## 交通

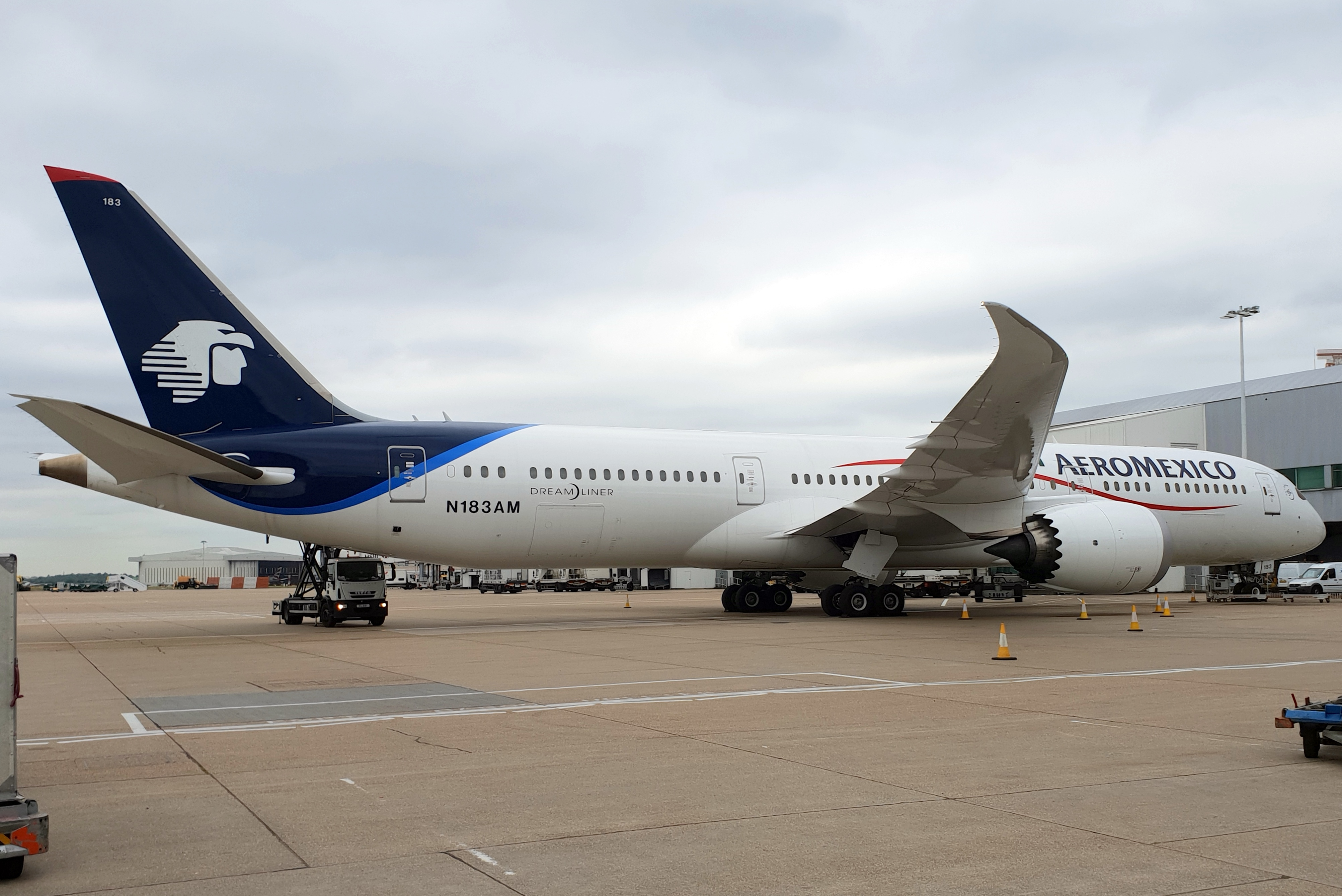
アエロメヒコ航空のボーイング787型機

南北アメリカ間、太平洋とカリブ海を結ぶラテンアメリカの交通の要所として、メキシコシティが航空の要所として、ベラクルス港やアカプルコ港が海運の要所として、また、国土を縦断するパンアメリカン・ハイウェイや国土を網羅する鉄道網が陸運の要として機能している。沿岸部の主要港には多くのクルーズ船が寄港する。
また、国内最大の航空会社であるアエロメヒコのほかに、国内には格安航空会社を含む航空網と、高速バスが走る高速道路網が整備されているほか、貨物を含む鉄道も整備されている。
メキシコシティやグアダラハラなどの大都市には充実した地下鉄網が整備されているほか、ベラクルスやアグスカリエンテス、アカプルコなどの中規模の都市には市バス網が完備されている。

## 国民
- 人口：1億2,920万人（2017）
- 人口増加率： 1.18%（年率）

### 民族
民族構成はメスティーソ（白人と先住民族の混血）が60%、先住民族が30%、白人が9%とされており、そのほかにも日系メキシコ人やフィリピン系メキシコ人などといったアジア系移民の子孫、さらにはアフリカ系メキシコ人も総人口の1%ほど存在する。
白人（ヨーロッパ系メキシコ人）は、おもに植民地時代に移住したスペイン人であり、ほかにも独立後移民したイタリア人やフランス人、ドイツ人、ポルトガル人、バスク人、アイルランド人、イギリス人、アメリカ人などの子孫もいる。また、1930年代のスペイン内戦の際にカルデナス政権は共和派を支持したため、戦後共和派のスペイン人が1万人単位で流入した。移民の中には帰国したものも多い。

### 言語
公用語は定められていないが、事実上の公用語はスペイン語（メキシコ・スペイン語）であり、先住民族の65言語（ナワトル語、サポテカ語、マヤ語など）も政府が認めている。世界最大のスペイン語人口を擁する国家である。

### 結婚
一般的に夫婦別姓であり、婚姻時に女性が改姓することはない。2012年より、同性同士の結婚（同性婚）を認める州が出てくるようになった。

### 宗教

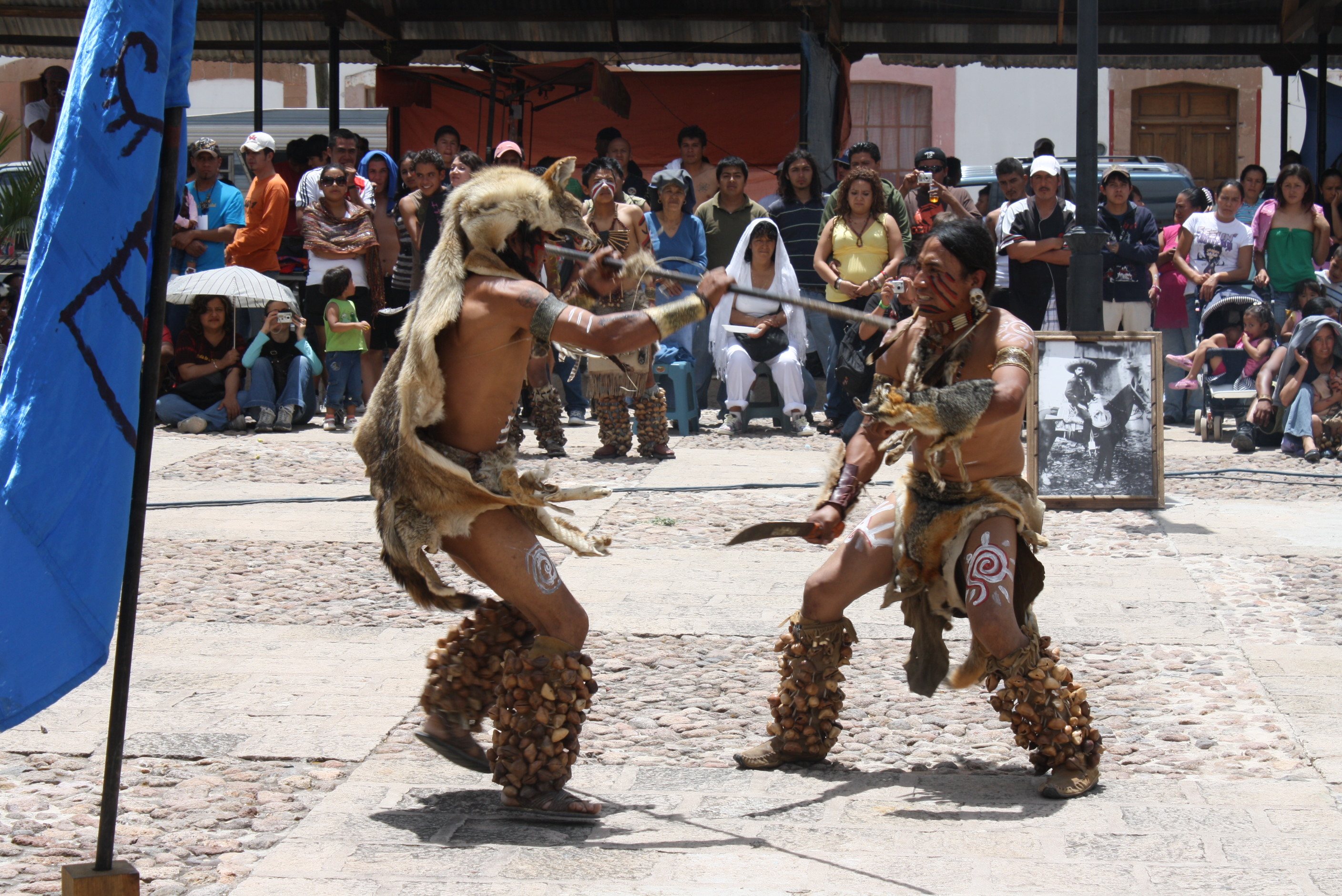
インディヘナの一つであるChichimeca Jonaz族の人間による儀式の踊りのパフォーマンス（グアナフアト州ミネラル・デ・ポソス）

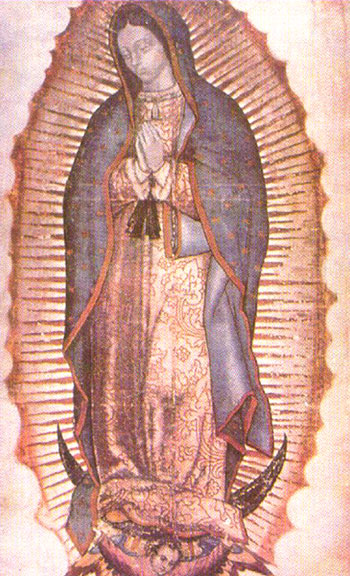
グアダルーペの聖母

宗教はローマ・カトリックが82.7パーセント、プロテスタントが9パーセント、その他（ユダヤ教、仏教、イスラム教など）が5パーセントである。
ブラジルに次いで世界で2番目にカトリック人口が多い国である。また、当国のカトリックは、もともと存在していた先住民の土着信仰と融合したカトリックとしても知られる。
当国で活動するプロテスタントの宗派にはペンテコステ派、セブンスデー・アドベンチスト教会などが挙げられる。
新宗教としては、末日聖徒イエス・キリスト教会（モルモン教）の信者が存在する。

### 教育
1993年から2013年の間は、6歳から15歳までの9年間の初等教育と前期中等教育が義務教育の期間であったが、2013年の法改正からは3歳から18歳（幼稚園～高校）までの15年間が義務教育となっている。
おもな高等教育機関としては、メキシコ国立自治大学（1551年）、グアダラハラ大学（1792年）、モンテレイ工科大学（1943年）などが挙げられる。政府は国公立大学へは手厚い財政補助を行っており、貧困層出身者を対象としたさまざまな支援制度を充実させている。当国においては高等教育機関が機会の平等をもたらす機能を担い、社会上昇の手段として重要視されている。
2018年の推計によれば、15歳以上の国民の識字率は95.4%である。

## 社会

### 貧困問題
国の所得格差を表すジニ指数によると、米国や中国、マレーシアとほぼ同程度の47.0の値で、ラテンアメリカの中では比較的に貧富の差の激しくない国である（参照：国の所得格差順リスト）。また、カルロス・スリムという世界一の億万長者を産んだ国ではあるが、一方メキシコシティにおける世帯平均月収（手取り）は約4万円となっている。
教育による社会階層移動の可能性（エリート優遇策）については、自助努力による成功のチャンスも存在する。政府は出身階級に基づく格差の継承を解消するため、教育を通しての機会の平等を実現させようと試みている。政府は国公立大学へは潤沢な財政援助を行っており、授業料もほとんどかからない。特に貧困層出身者に対する手厚い支援制度があり、奨学金制度、夜間授業、食堂の補助金制度などを充実させている。したがって、たとえ貧困層出身者であっても努力してこれらの難関大学に進学できた場合にはさまざまな機会に恵まれ、社会階層を上昇移動することは可能である。

## 治安
メキシコの治安情勢は場所によって違うが、ほとんどの地域が非常に危険な状況に陥っている。特にアメリカとの北部国境地帯の治安悪化は、マフィアなどの抗争も相まって顕著だが、首都として人の集まるメキシコシティや、それ以外の地域においても、失業者の増加と社会的・経済的不安定要因が治安情勢の一層の悪化を招いており、強盗、窃盗、誘拐、レイプ、薬物などの犯罪は昼夜を問わず発生している。特に、チルパンシンゴ市はとても危険で、外務省の4段階の危険情報ではメキシコ唯一のレベル3であり、渡航は絶対にやめるよう勧告している。
カルテルの麻薬絡みの殺人、暴力事件が後を絶たない。麻薬組織の抗争などにより毎月約1,000人が死亡しており、2007年から2013年10月現在までに約8万人が命を落としているという。また警官や軍人、官僚、政治家がこれらの麻薬がらみの犯罪の当事者、肩代わり、後見人となっているケースが多く、大統領さえ例外ではない。
また、拳銃の携帯は国防省の許可が必要だが、実際は許可を得ずに拳銃を所持している国民が多く、同国の犯罪のほとんどには拳銃が使用されている。
治安・市民保護省などの統計に基づく国立統計地理情報院の2023年5月24日付発表によれば、ロペス・オブラドール大統領政権下(2018年12月～2023年5月24日)の累計故意殺人件数は、過去最高値を記録したペニャ・ニエト政権の殺人件数を上回り、156,136件に上った。

## メディア

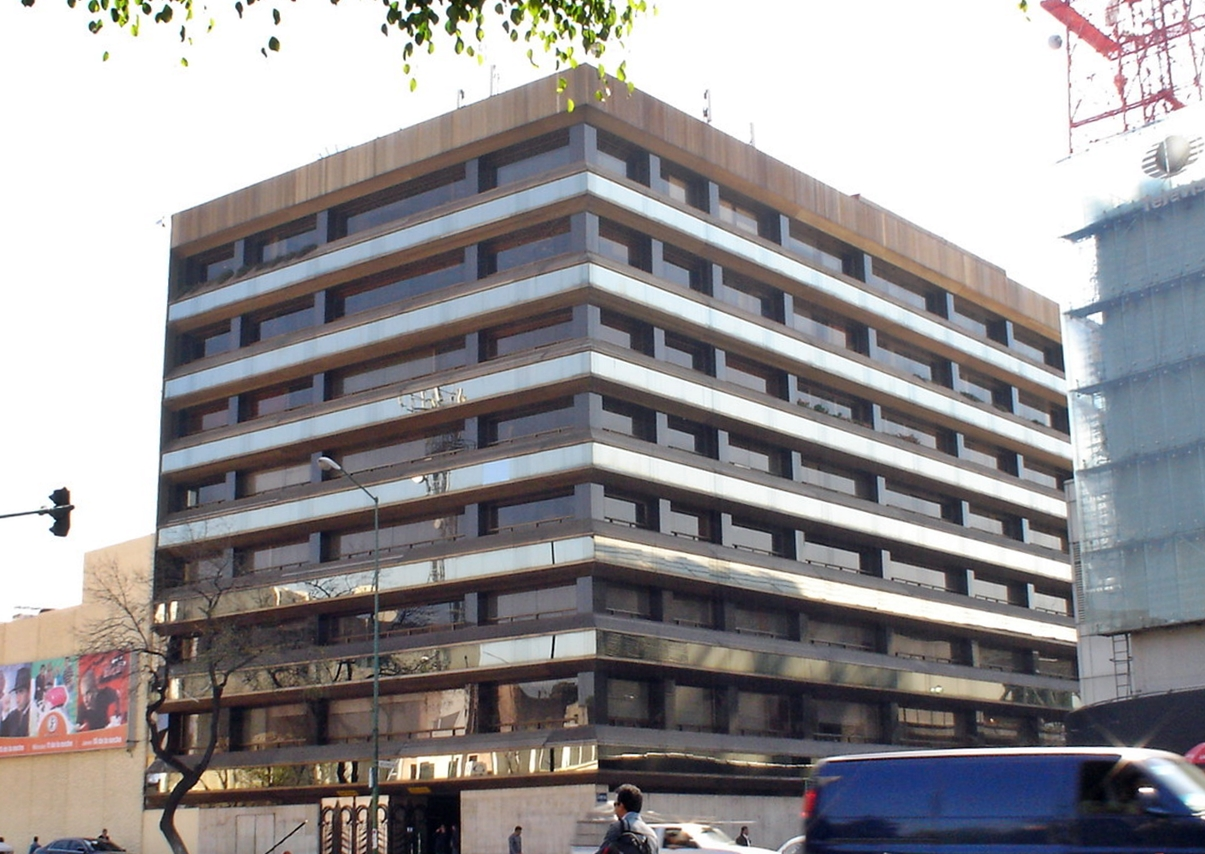
メキシコシティのテレビサ本社

メキシコのテレノベラもしくはソープオペラには長い伝統があり、多くの言語に翻訳され世界各国で視聴されている。また、エデュテインメントのパイオニアでもあり、1970年代にテレビプロデューサーのミゲル・サビードが「社会変革のためのソープオペラ」を提唱したのを起源とする。この「サビード方式」はインドやペルー、ケニア、中華人民共和国など、多くの国々で採用されてきた。1970年代には、当時高止まりしていた出生率抑制のため、連邦政府が家族計画の宣伝にテレノベラを使い、成果を収めている。
1958年から1965年には、先住民族の教育を目的としてスペイン語と先住民族の言語の二言語によるラジオ放送が行われた。1979年には、国立先住民族研究院がバイリンガルラジオ局の全国的なネットワークを立ち上げた。
テレビは長年チャンネル数が制限されてきたが、2013年に規制が緩和され、海外の衛星放送やケーブルテレビ局が参入できるようになった。

## 文化
先スペイン期のアステカ族やマヤ族の文化に根を持ち、16世紀のスペイン人による征服後はスペイン文化と融合して築き上げられている。独立後しばらくはヨーロッパの文化の模倣に終始したが、革命後の1920年代から1930年代にかけてインディヘナに国民文化の根源を求めて先住民文化の再評価が始まり、インディヘニスモという一大文化運動を確立した。古くから音楽や絵画、彫刻、建築など芸術面で世界的に有名な人物を輩出している。

### 食文化

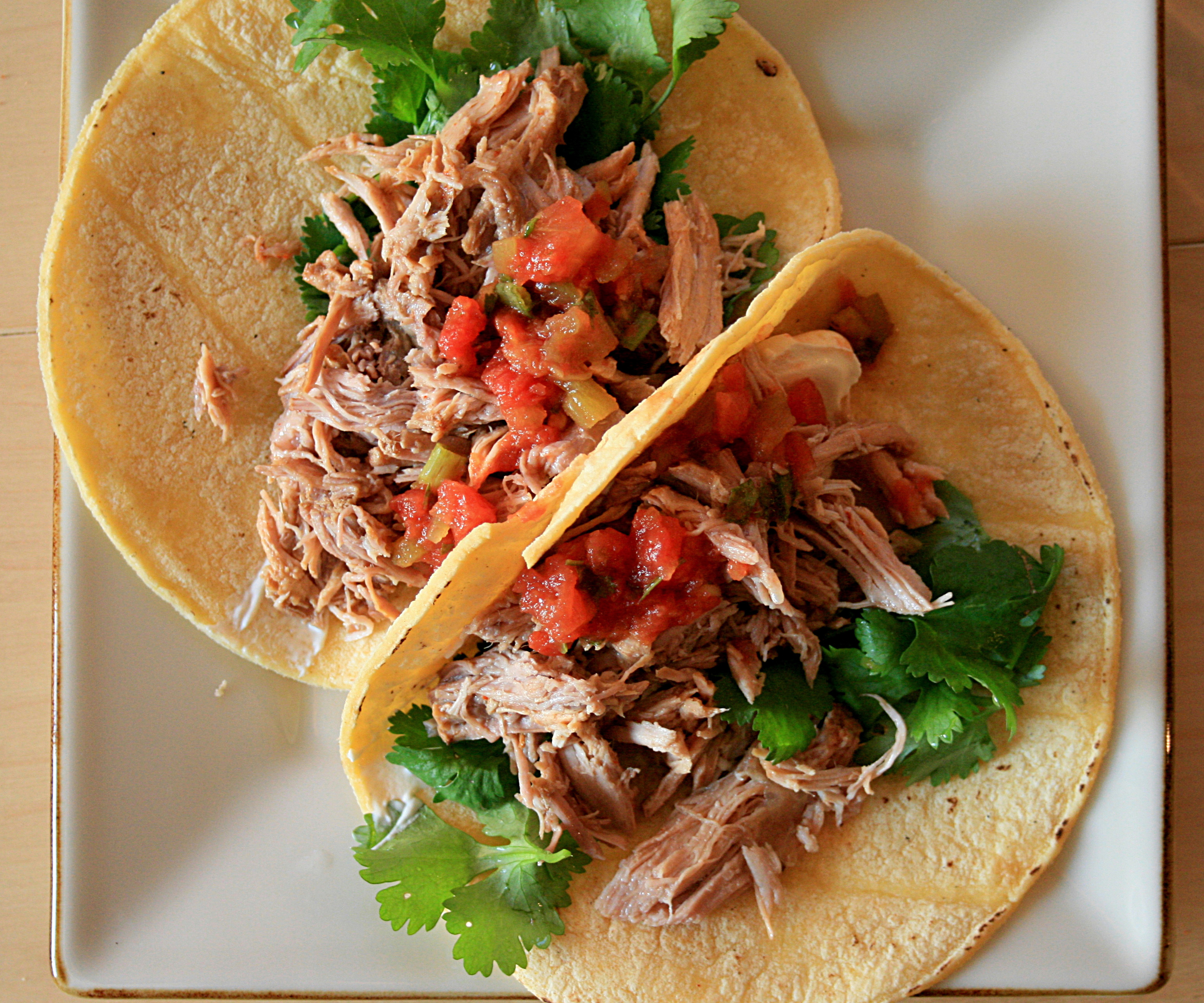
タコス

一般的に辛いことで知られているメキシコ料理は世界的に人気があり、特に隣国のアメリカではアメリカ風に独自にアレンジされたタコスやブリートがファストフードとして広く普及しているが、それらはテックス・メックス（Tex-Mex）と呼ばれ、国内ではそれほど普及していない。主食はマサと呼ばれる粉を練ってのばして焼いた薄いパンのようなもので、トルティーヤと呼ばれる。北部では小麦粉、中部・南部ではトウモロコシの粉を使ったものが主流である。基本的には豆やトウモロコシ、鳥肉を原材料に使ったメニューが主体になっており、ほかにも米や魚類、牛肉なども使われることが多く、一見単純に見えて繊細な味がその人気の理由とされている。
伝統料理は、修道女たちが収穫される農作物で王宮料理を作る目的で研究されたもので、プエブラという古都が有名である。代表的なものに、モーレがある。
海に囲まれているため魚介類も豊富で、魚やエビなどを使った料理も多い。特に日本にとってはエビの大きな供給元として知られている。
近年はカップラーメンが広く普及しており、中でも東洋水産の「マルちゃん」ブランドが市場シェアの約85パーセントを占めるまでに成長している。
蒸留酒であるテキーラの一大産地として有名であるが、それはハリスコ州グアダラハラ市近郊のテキーラという地域に1700年代から作られている地酒であり、国民にもっとも愛される酒となっており、近年は海外にも愛好家を増やしている。また、ビールの特産地としても知られており、コロナビールやXX（ドス・エキス）などの著名なブランドが世界中に輸出されている。

### 文学
作家としては、フアン・ルルフォ、アマード・ネルボ、カルロス・フエンテス、ホセ・エミリオ・パチェコ、オクタビオ・パス、アルフォンソ・レイエスなどが挙げられる。オクタビオ・パスは1990年にノーベル文学賞を受賞した。アルフォンソ・レイエスはアルゼンチンのホルヘ・ルイス・ボルヘスに大きな影響を与えた作家としても知られる。革命以降のインディヘニスモ小説としては、ロサリオ・カスティリャーノスの『バルン・カナン』などが挙げられる。

### 音楽

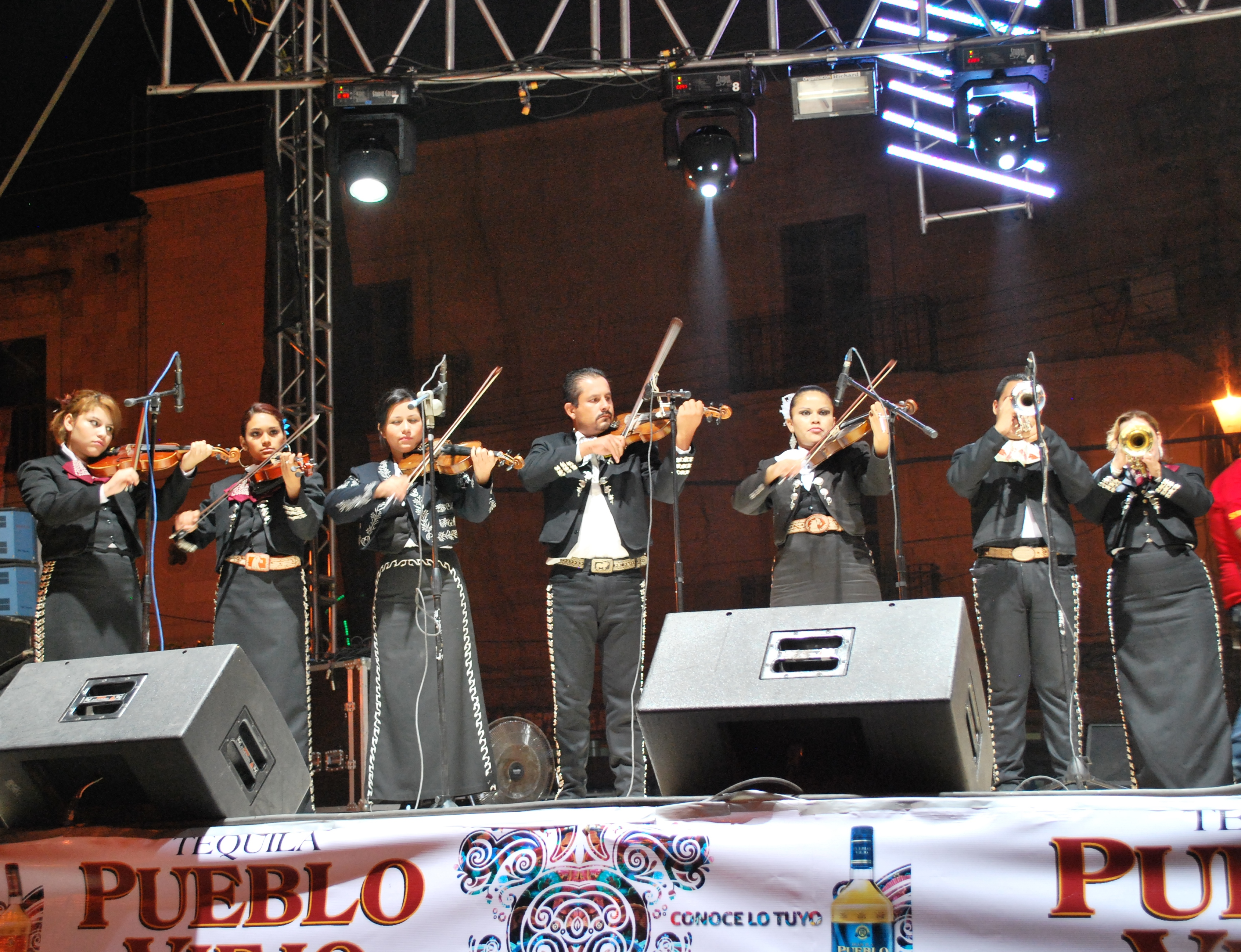
マリアッチ

当国で生まれた伝統的な音楽様式としては、マリアッチやランチェーロ、ノリード、ノルテーニョ、バンダなどが挙げられ、メキシコのフォルクローレではパラグアイやベネズエラのようにアルパが多用される。南部のグアテマラ国境付近では、マヤ系住人によってアフリカ伝来のマリンバが用いられる音楽が盛んである。
また、1960年代以降はアメリカ合衆国に渡ったメキシコ人移民（チカーノ）によってアメリカ合衆国のポピュラー音楽が行われ、ロックはラテン・ロックになり、ヒップ・ホップはチカーノ・ラップとなって在米メキシコ人市場で消費されたものが当国にも逆流入している。メキシコ・ロック（ロック・メヒカーノ）はラテンアメリカ市場でも成功しており、特に有名な音楽家としてはカフェ・タクーバなどが挙げられる。
クラシック音楽の分野ではカルロス・チャベスの名が特筆され、メキシコ国立交響楽団はチャベスによって設立された。

### 美術

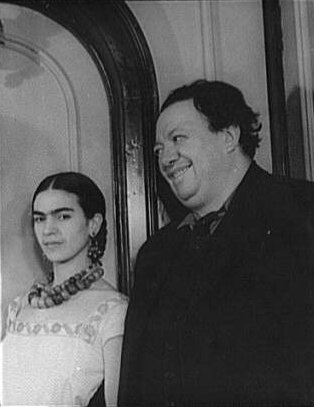
フリーダ・カーロとディエゴ・リベラ（1932年）

絵画に特化している面を持つ。メキシコ革命以前では、19世紀後期から20世紀初頭にて活躍した、政治漫画家のホセ・グアダルーペ・ポサダの版画が有名である。
革命後、インディヘニスモ運動の文脈の中で1930年代から始まったディエゴ・リベラ、ダビッド・アルファロ・シケイロス、ホセ・クレメンテ・オロスコなどの壁画家たちによるメキシコ壁画運動（メキシコ・ルネサンス）は世界の美術史の中でも特出している。ディエゴ・リベラの妻のフリーダ・カーロも女流画家として世界中で紹介されている。

### 映画
ブラジル、アルゼンチンとともにラテンアメリカの3大映画制作国であり、多くの映画が製作されている。

### 被服・ファッション

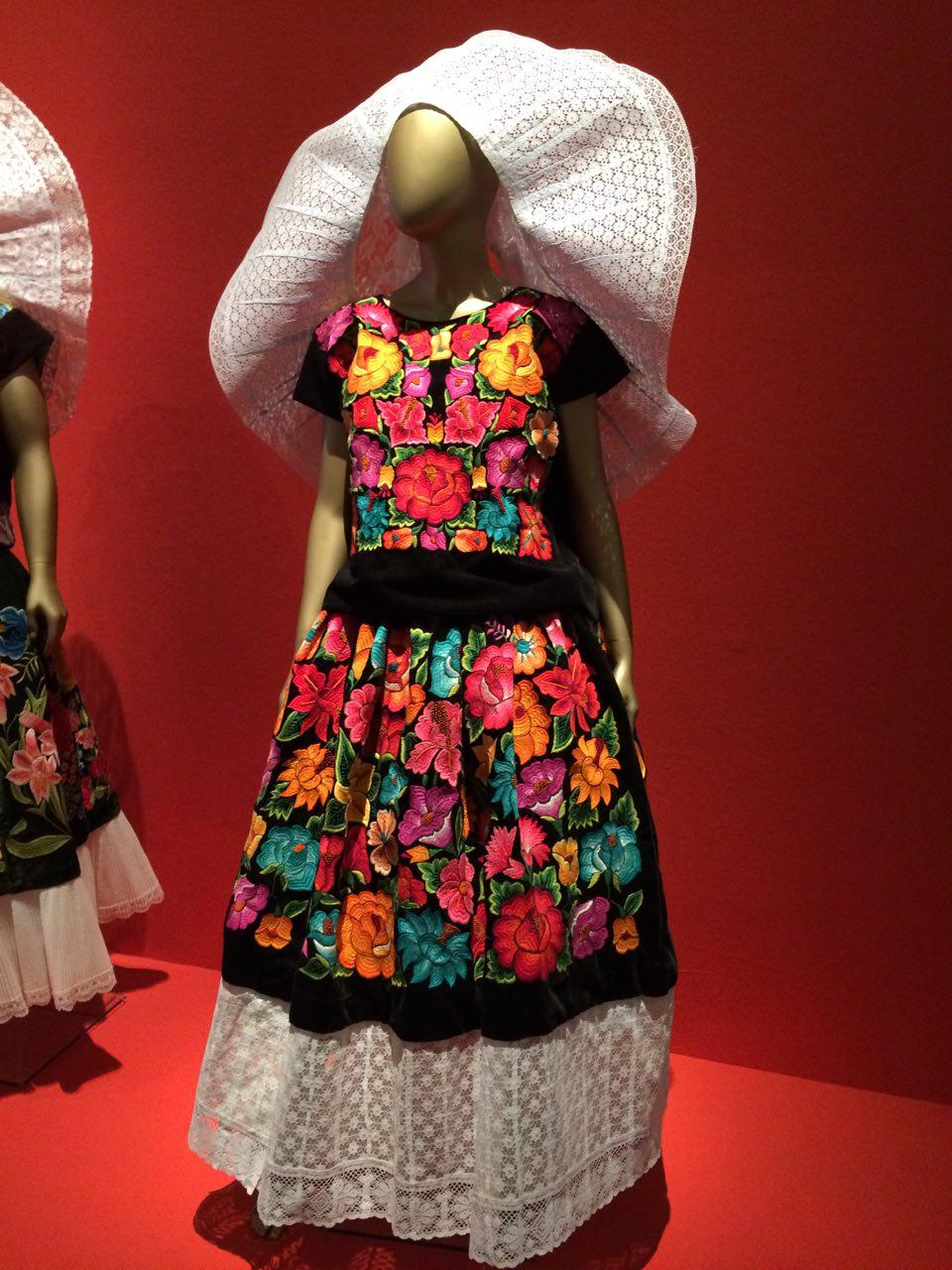
オアハカ州の伝統的なテワナのドレス
ベルベットに刺繍が施されている点が特徴的となっている

現在、一般的に認知されている古代メキシコ人の服装や衣服は、メキシコの先住民族であるナワ族の服飾の一例である。メキシコにおける女性の伝統的な服装にはラ・チャイナと呼ばれるものが挙げられることがあるが、実際にはメキシコ中南部地域の一部の都市圏にのみ存在しており、19世紀後半には消滅したものと見られている。
最も賞賛されている地方衣装としてはテワナが挙げられる。

### 建築
メソアメリカ文明の建築群は、時代を下るほど複雑なものとなった。1987年に国際連合教育科学文化機関 (UNESCO) の世界遺産に登録されたテオティワカンは、古代ピラミッド建築の代表例である。マヤ文明の古代都市は、大規模な市街と鬱蒼としたジャングルの融合の好例として、近代に入っても注目を浴びた。

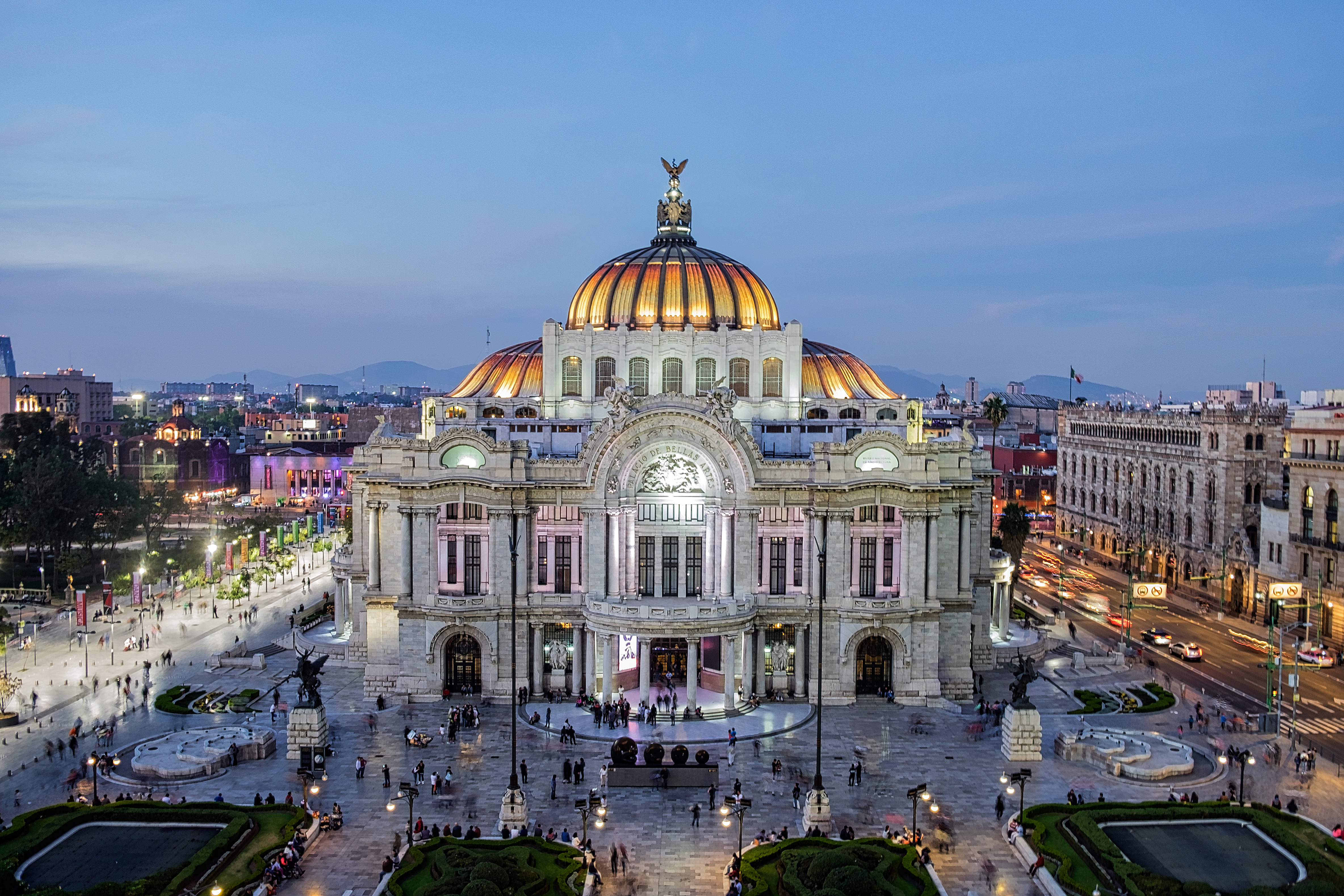
ベジャス・アルテス宮殿。数多くの壁画や芸術作品、パフォーマンス空間がある

スペイン人が到来すると、アラブの影響を受けたギリシャ・ラテン式の建築理論が導入された。スペインがアメリカ大陸を席巻した初期の数十年間には、ドミニコ会やフランシスコ会といった托鉢修道会が中心となって、ロマネスク建築やゴシック建築、ムデハル様式の要素を取り入れた修道院が各地に建立された。また、スペイン人と先住民族の混淆から、テキトキ（ナワトル語で「働く人」や「建物をつくる人」を意味する）といった独自の芸術的な様式が生まれた。時代が下ると、大聖堂や市民建築にはバロック様式やマニエリスムが流行したが、一方でアシエンダと呼ばれる農村部の大農園ではモサラベ様式が好まれた。19世紀に入り独立を達成すると、共和国としての確固とした基盤を求めて、新古典主義建築の運動が芽生えた。世界遺産にも登録されているグアダラハラのオスピシオ・カバーニャスは、1829年に完成した。ベジャス・アルテス宮殿には、ギリシャ・ローマと先コロンブス時代というメキシコのアイデンティティがアールヌーヴォーとアールデコの様式で表現されている。

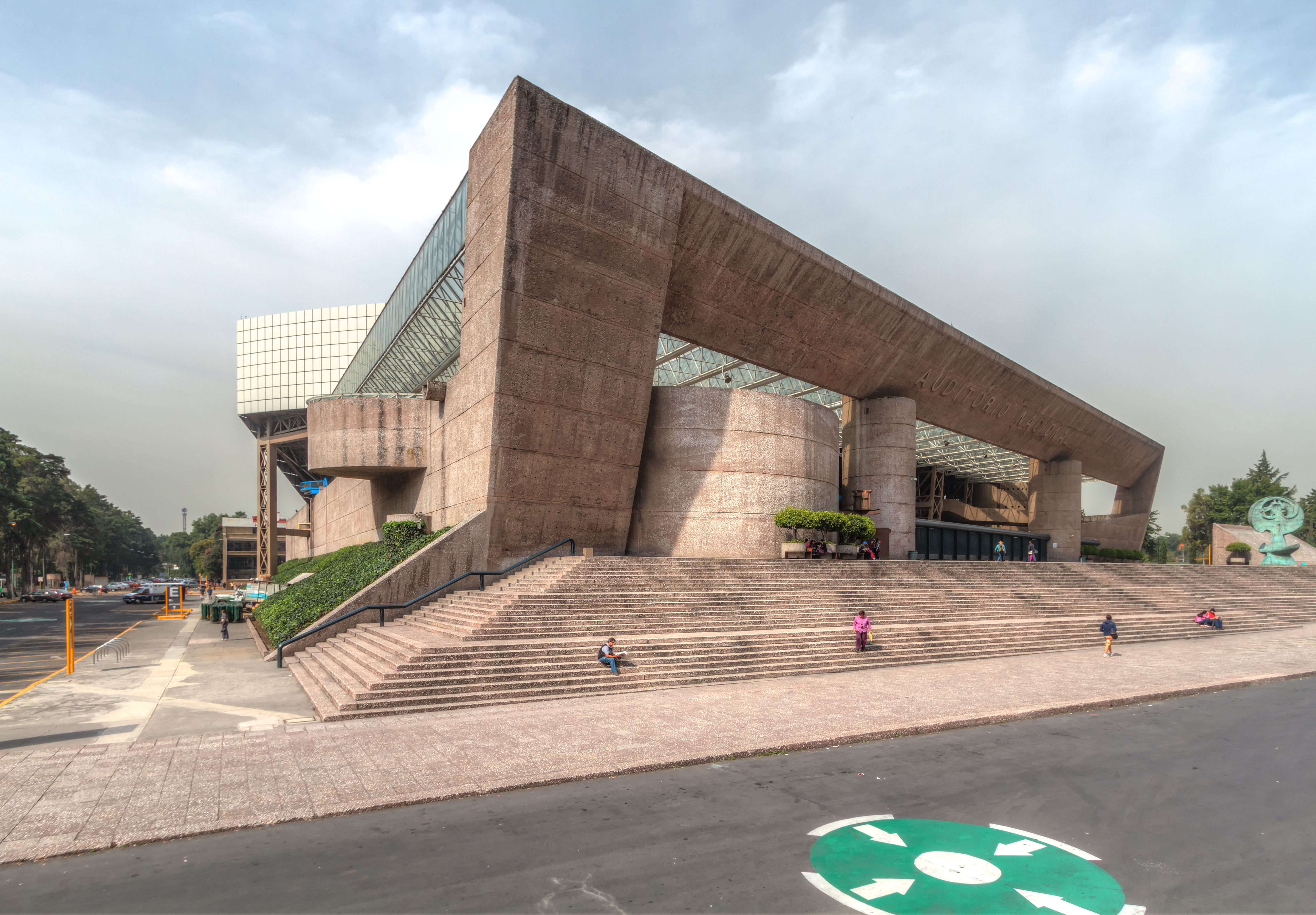
ナショナル・オーディトリアム

20世紀に入り、ナショナリズムに新たな潮流が生まれると、強権化した中央政府はメキシコの近代性や他国との差異を前面に押し出した建築様式を求めた。モダニズム建築は、1950年代なかばにメキシコ国立自治大学のキャンパスとして大学都市が設置されたことで一時代を画した。大学都市にはマリオ・パーニやエウヘニオ・ペシャルド、エンリケ・デル・モラルといった建築家が設計にたずさわったほか、ディエロ・リベラ、ダビッド・アルファロ・シケイロス、ホセ・チャベス・モラードなどの芸術家が壁画を担当した。大学都市もUNESCOの世界遺産となっている。
フアン・オゴルマンは「オーガニック」理論を発展させた近代メキシコにおける環境建築の草分けで、フランク・ロイド・ライトと同様のアプローチで風景と建築物との融合を試みた。過去に類を見ない新しい建築を追い求めるなかで、オゴルマンは壁画と造園という組み合わせにたどりついた。

### 世界遺産
国内には、ユネスコの世界遺産リストに登録された文化遺産が27件、自然遺産が6件、複合遺産が2件、暫定リストに22件存在する。

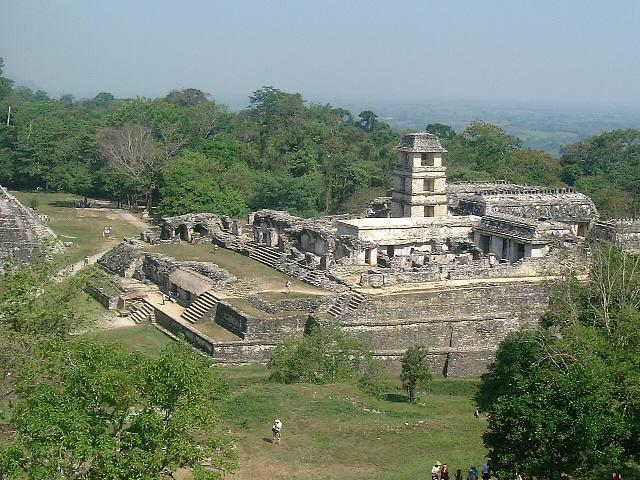
古代都市パレンケと国立公園（1987年）
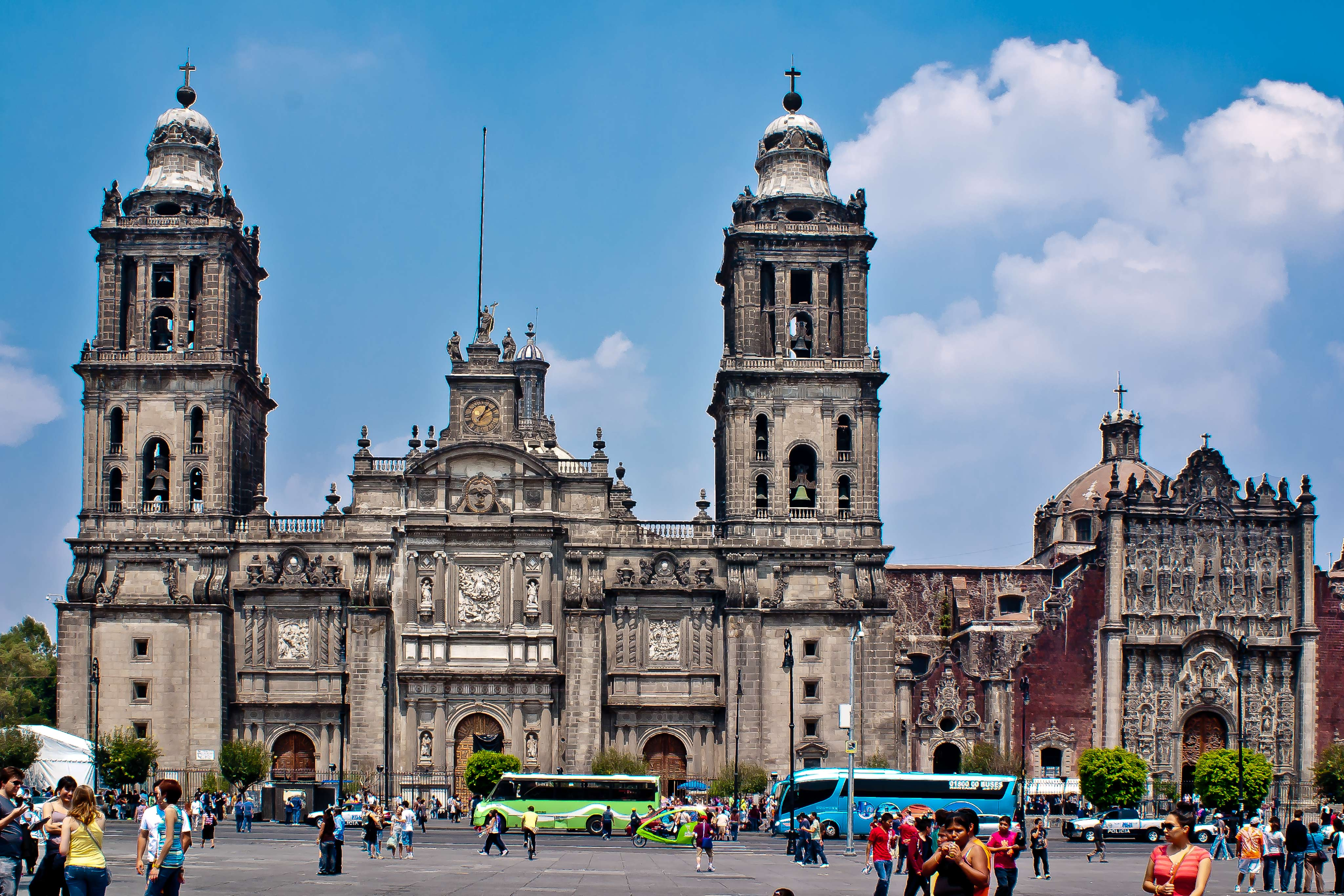
メキシコシティ歴史地区とソチミルコ（1987年）
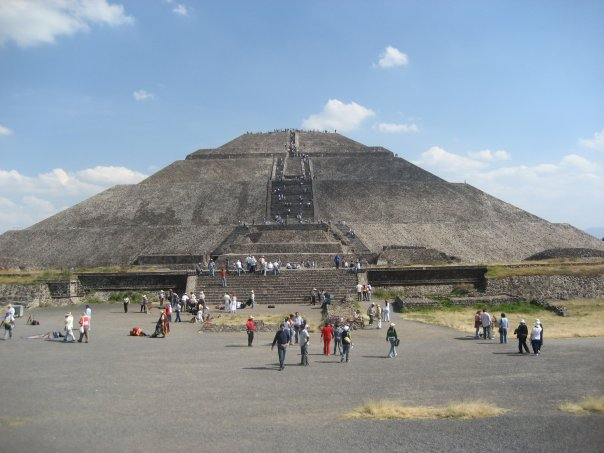
古代都市テオティワカン（1987年）
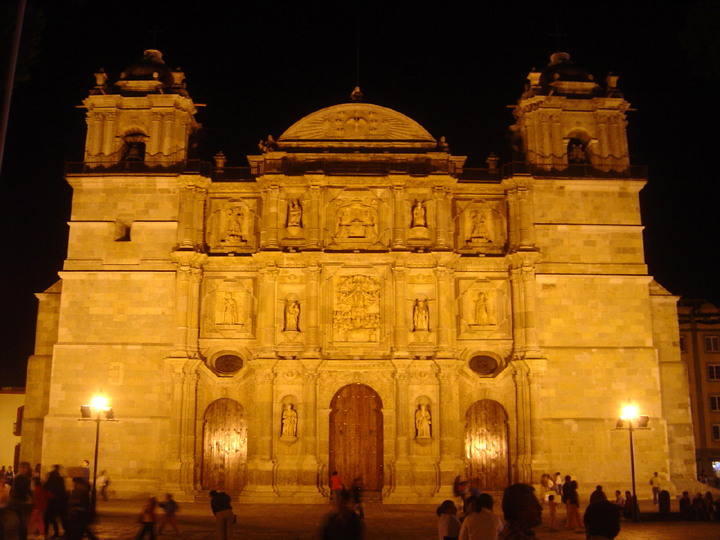
オアハカ歴史地区とモンテ・アルバンの古代遺跡（1987年）
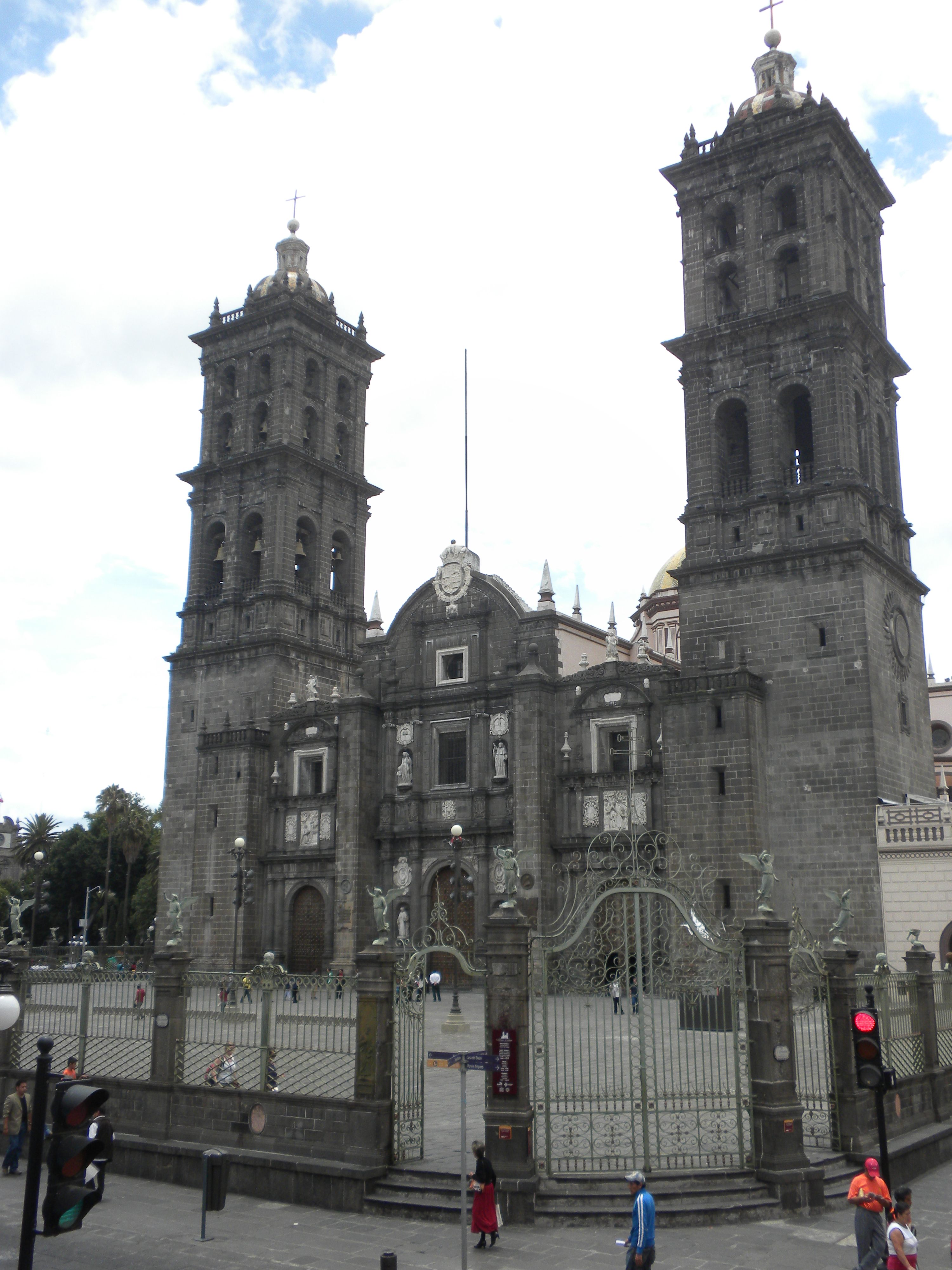
プエブラ歴史地区（1987年）
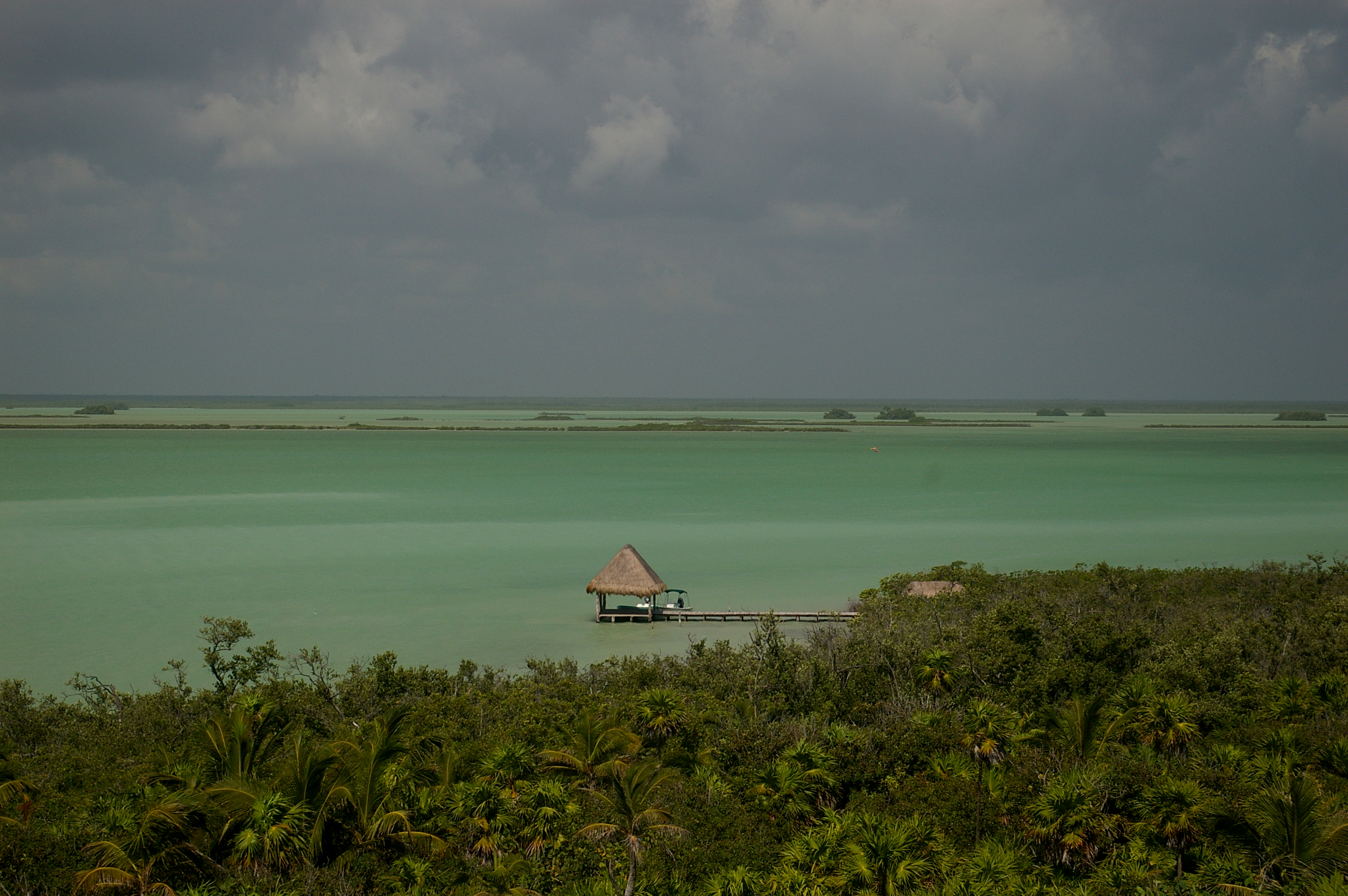
シアン・カアン（1987年）
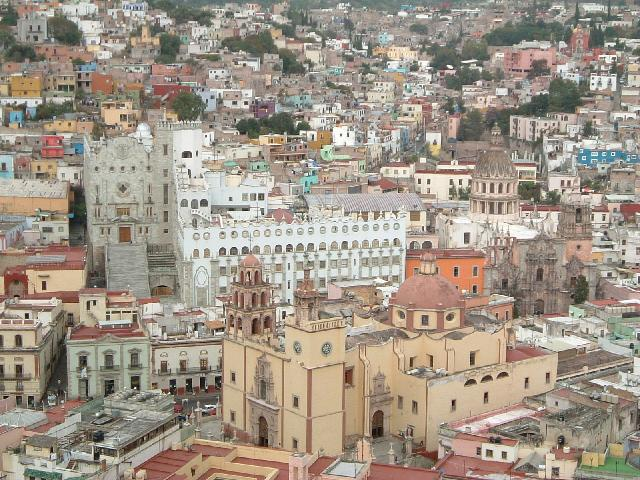
古都グアナフアトとその銀鉱群（1988年）
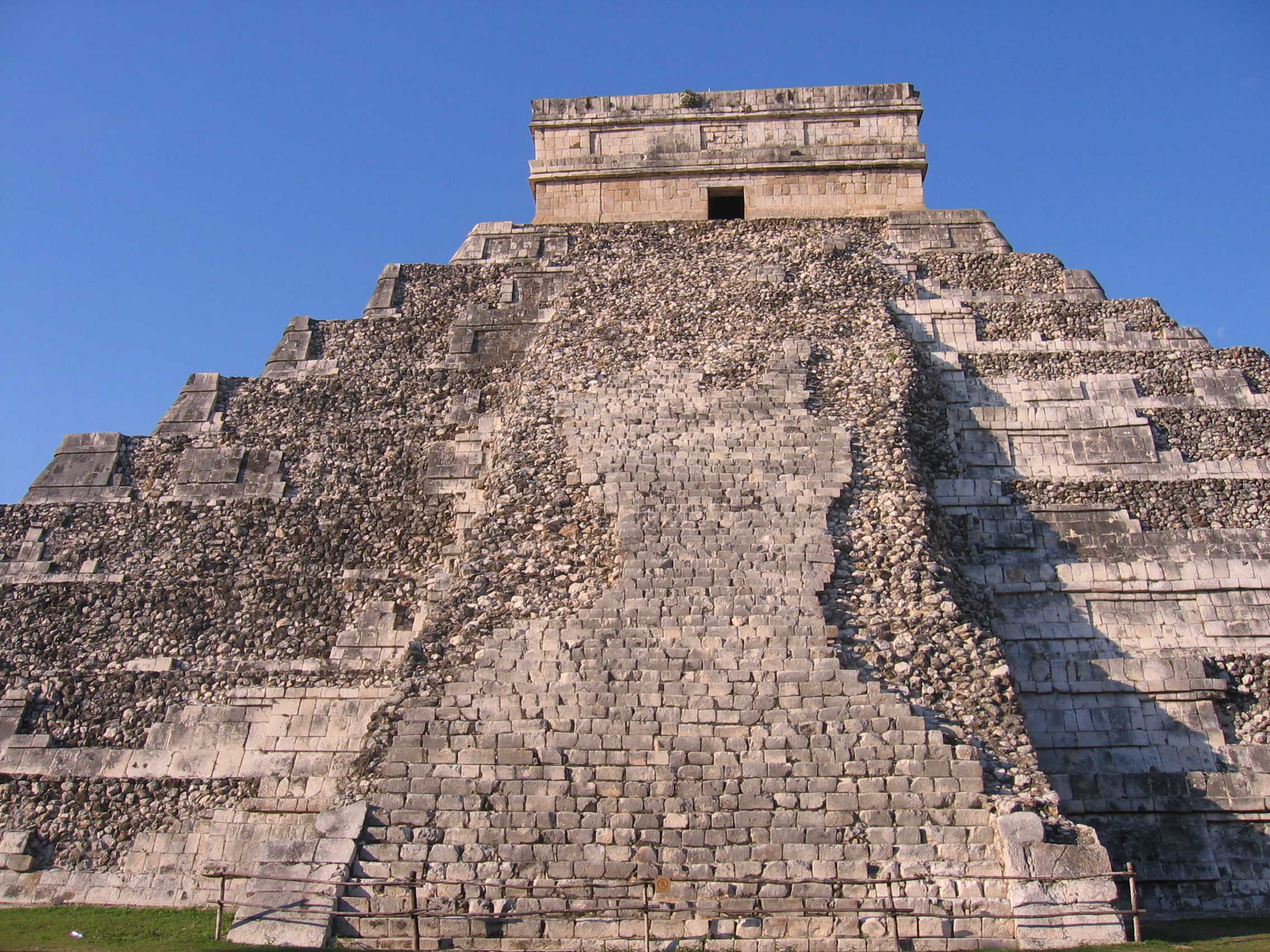
古代都市チチェン・イッツァ（1988年）
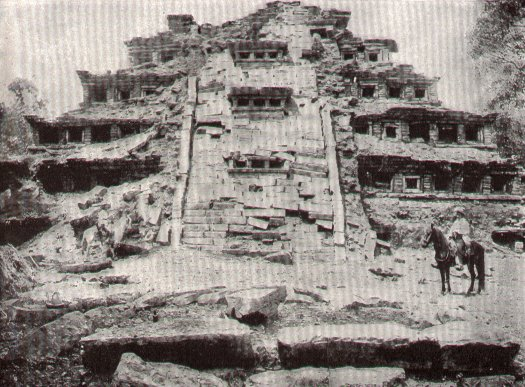
古代都市エル・タヒン（1992年）
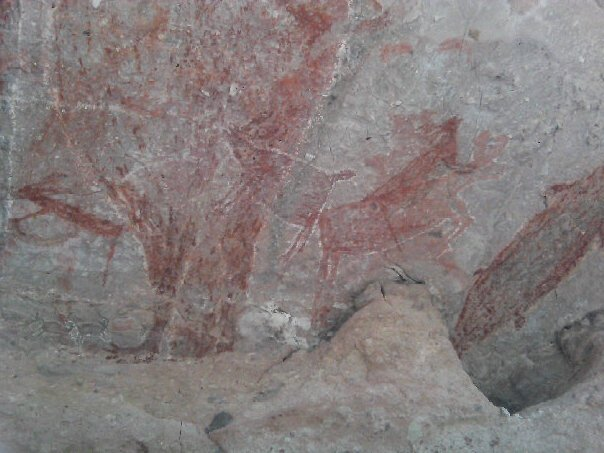
サンフランシスコ山地の岩絵（1993年）
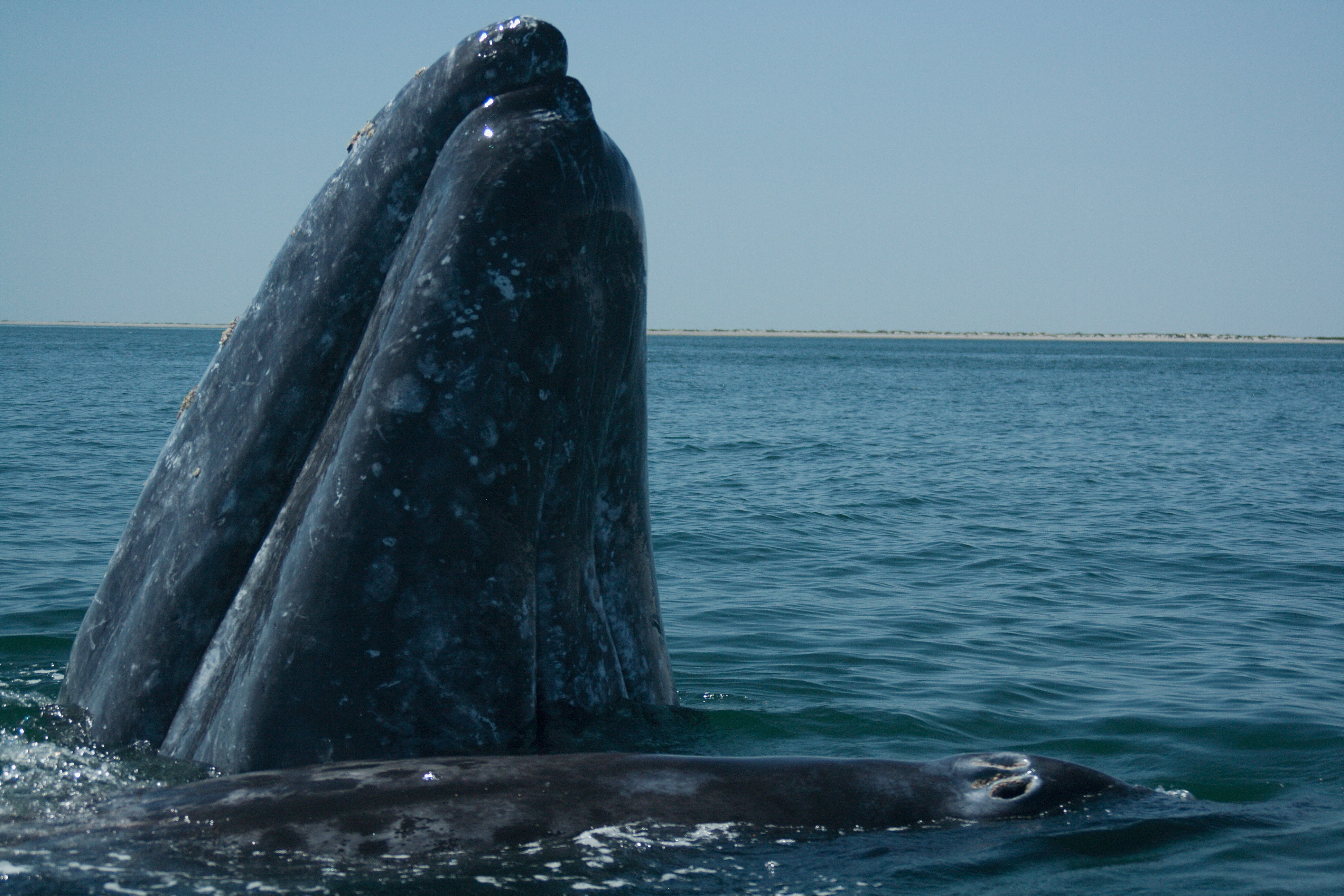
エル・ビスカイノ生物圏保護区（1993年）
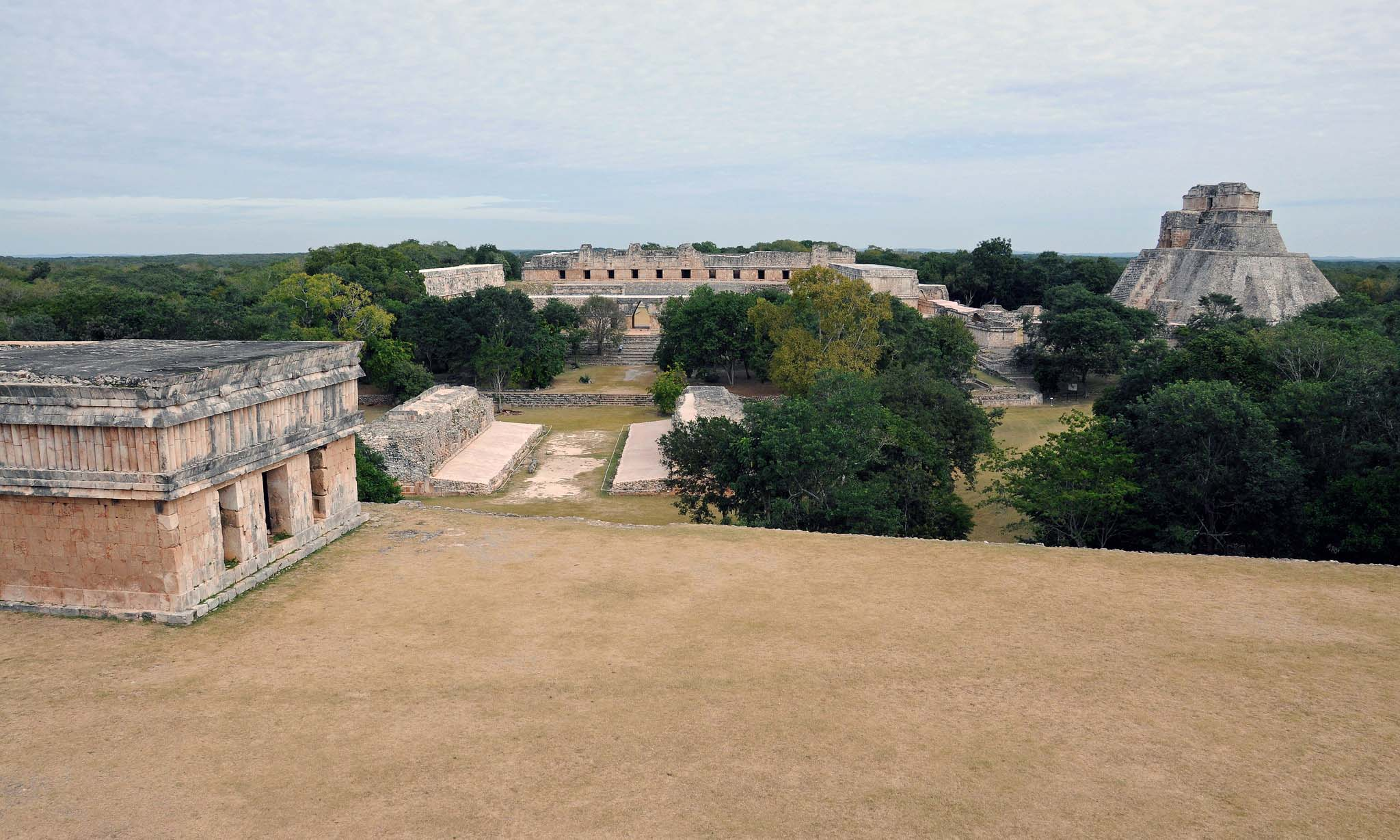
古代都市ウシュマル（1996年）
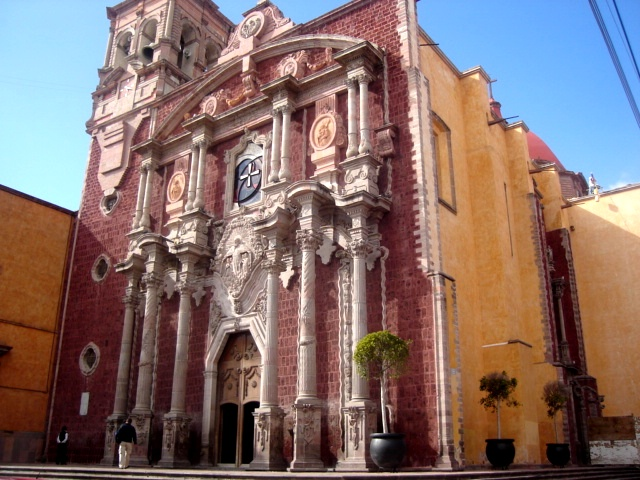
ケレタロの歴史史跡地区（1996年）
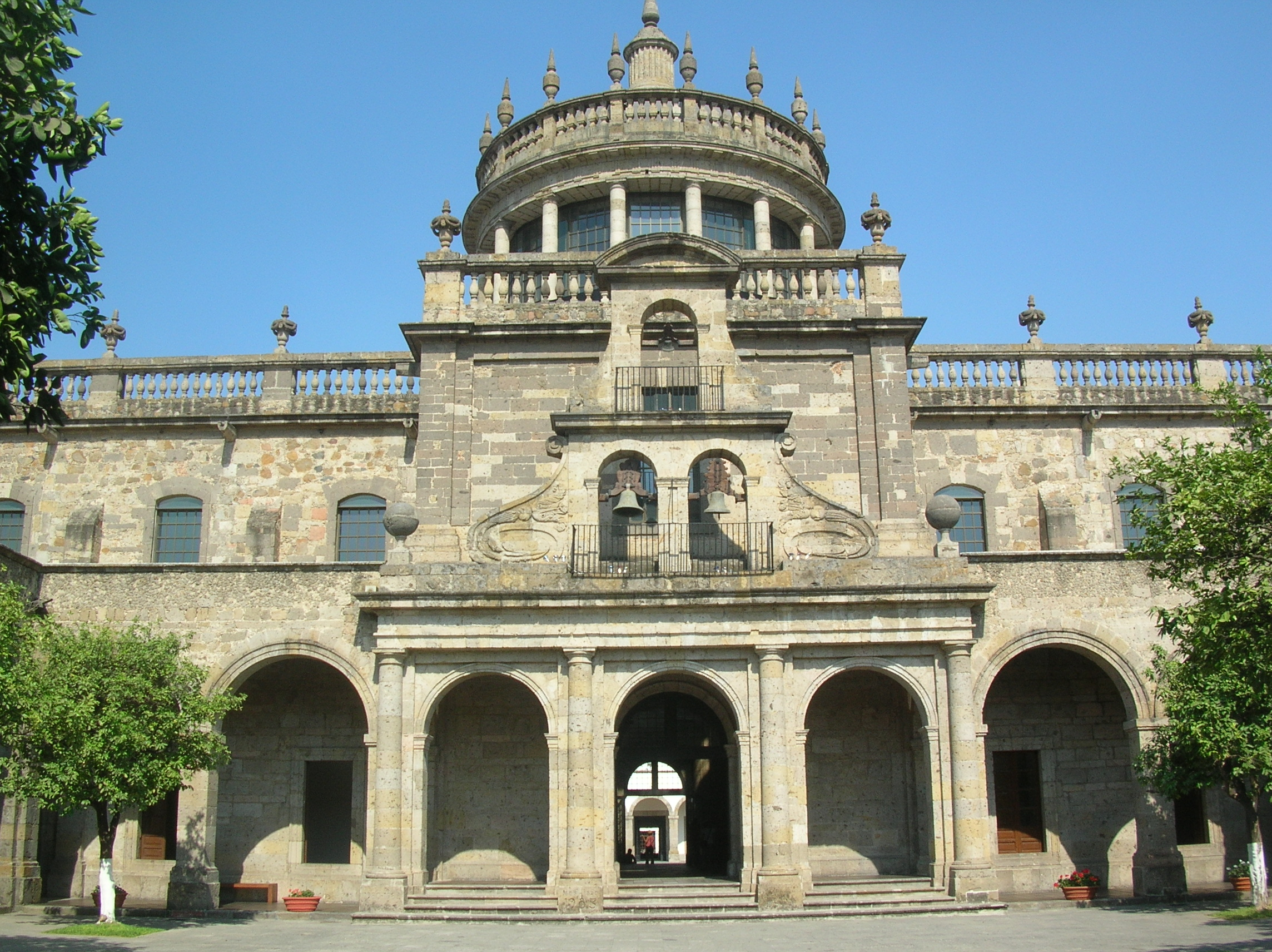
グアダラハラのオスピシオ・カバーニャス（1997年）
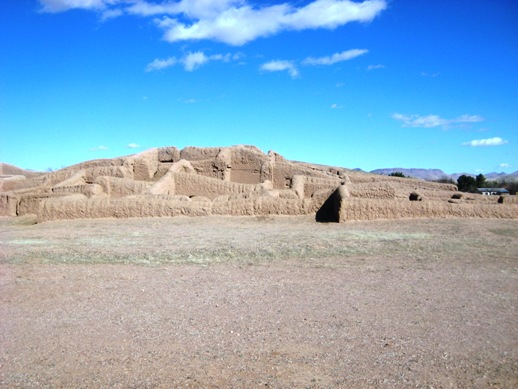
パキメの遺跡、カサス・グランデス（1998年）
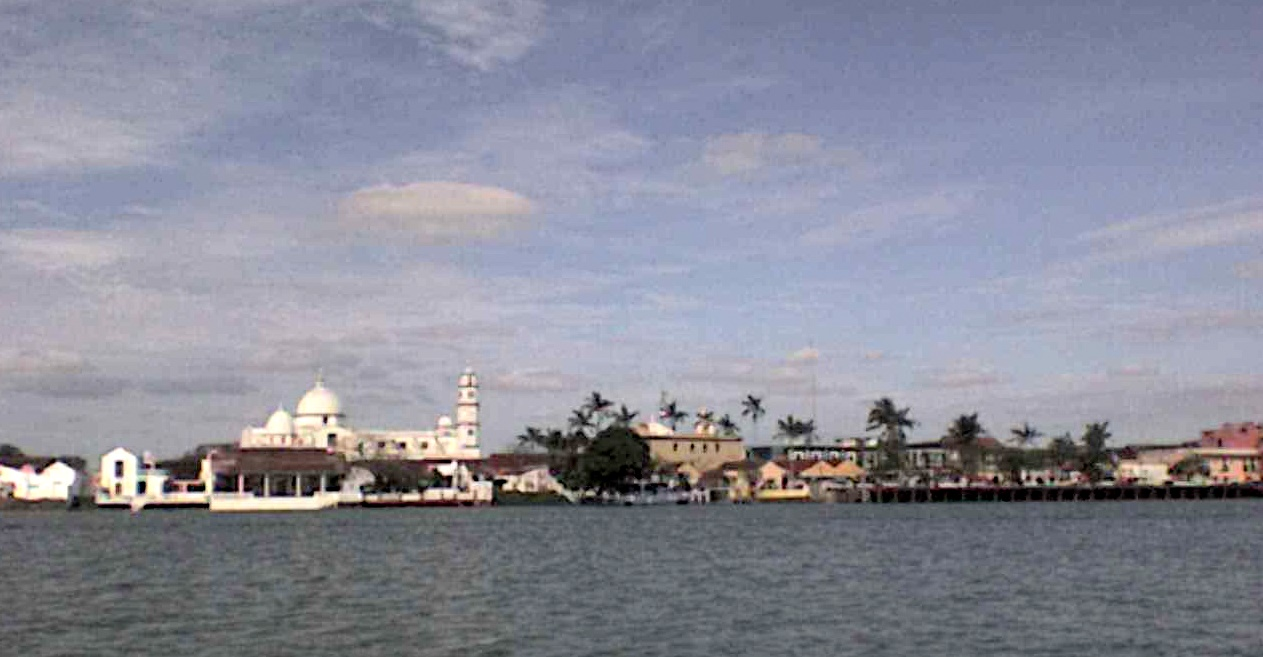
トラコタルパンの歴史遺跡地帯（1998年）
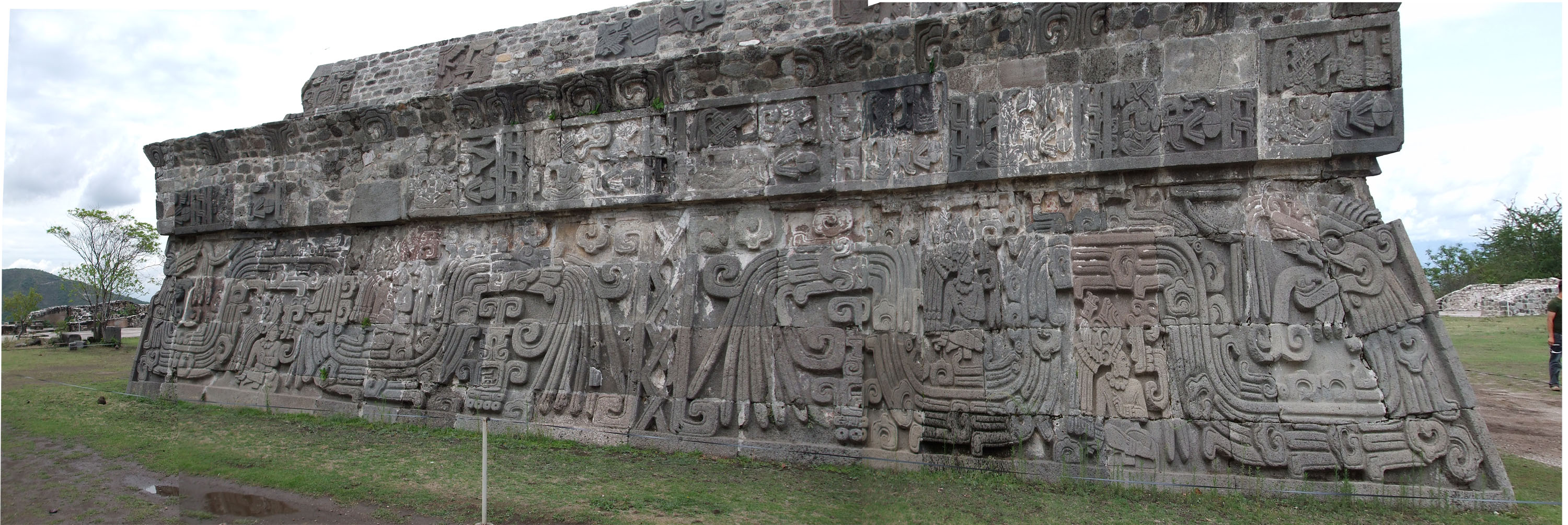
ショチカルコの古代遺跡地帯（1999年）
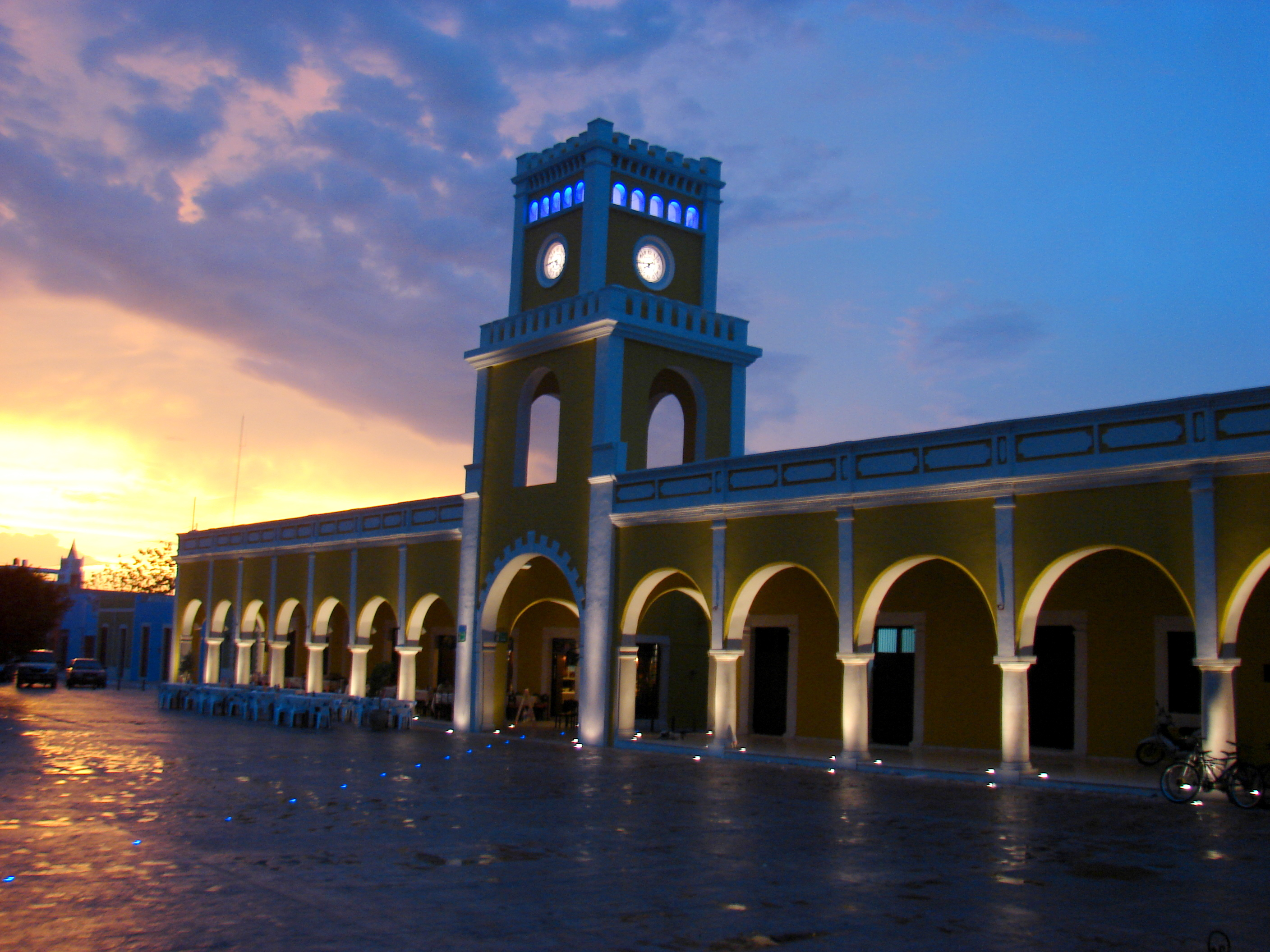
カンペチェ歴史的要塞都市（1999年）
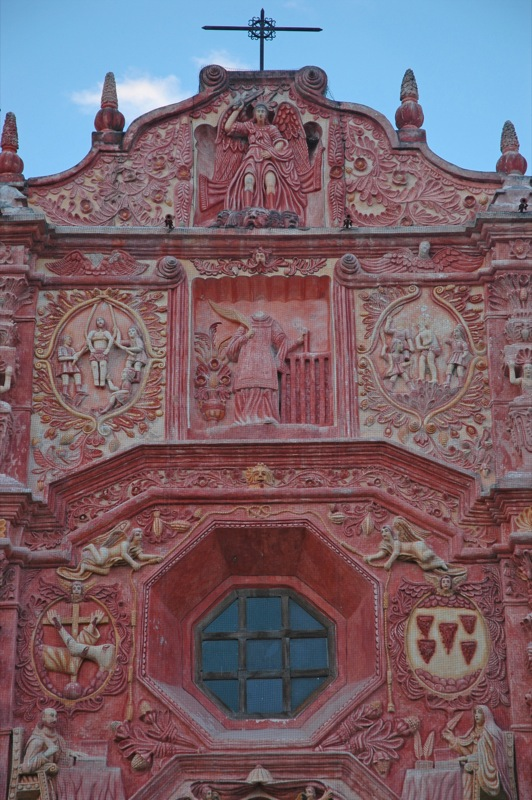
ケレタロ州シエラ・ゴルダのフランシスコ会伝道所群（2003年）
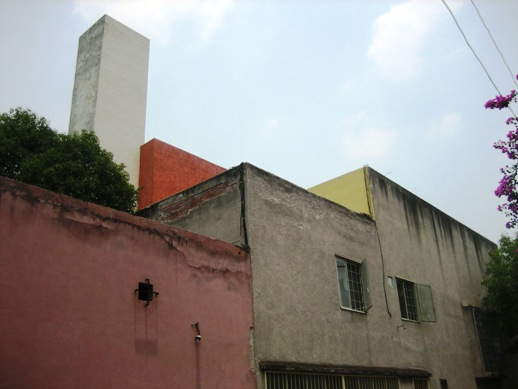
ルイス・バラガン邸と仕事場（2004年）
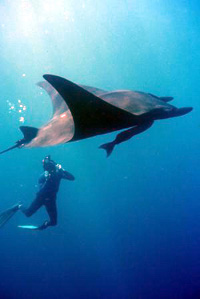
カリフォルニア湾の島嶼および保護地区群（2005年）
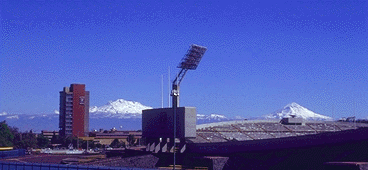
メキシコ国立自治大学の大学都市の中央キャンパス（2007年）

### 祝祭日

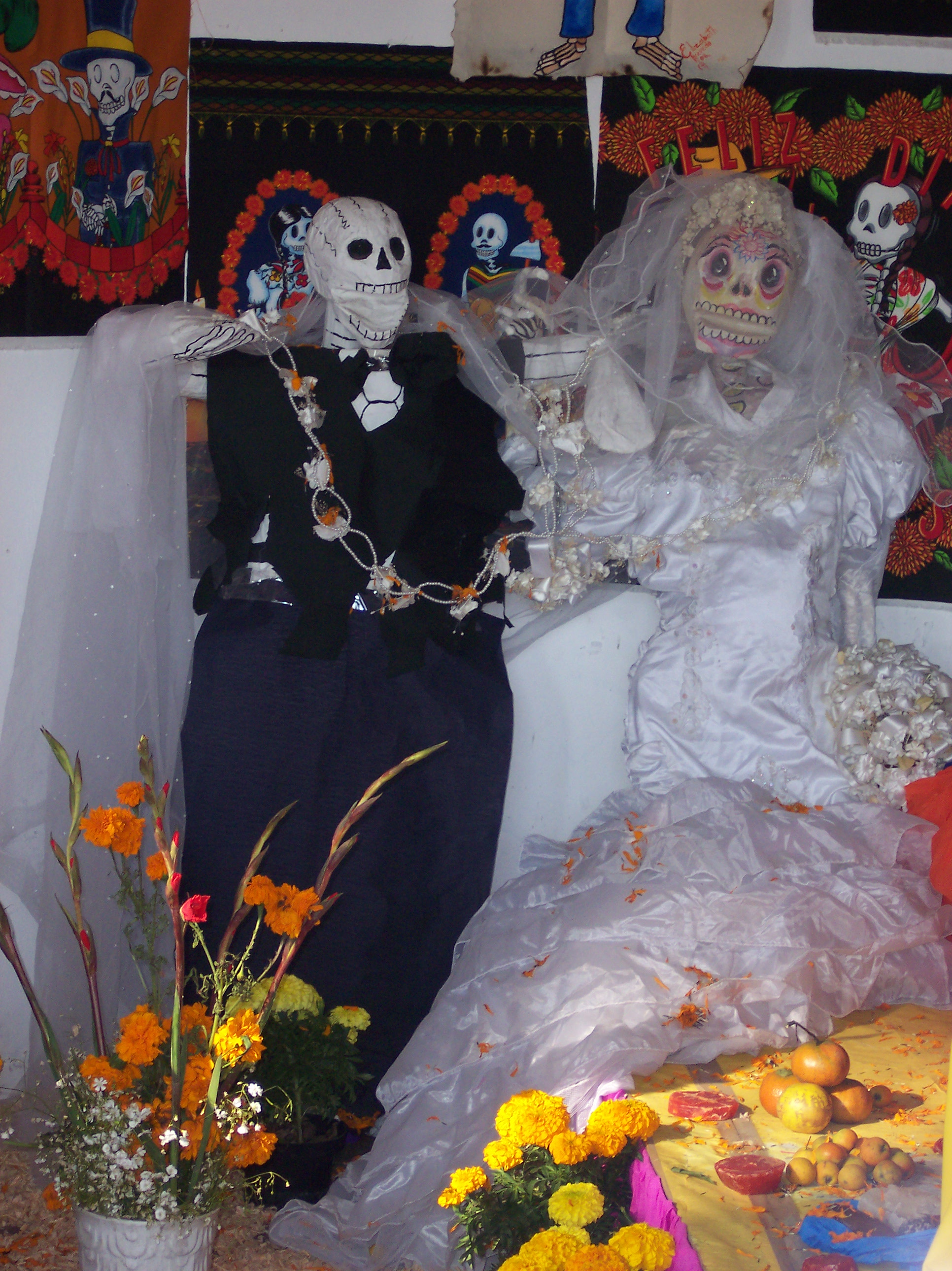
死者の日 (メキシコ)の奉納品

労働法第74条で定められた祝日は以下の8日（ただし大統領就任日は6年に1度なので、普通は7日）である。これ以外に慣習的な祝日がある。
| 日付         | 日本語表記                   | 現地語表記                              | 備考                                               |
| 1月1日       | 元日                         | Año Nuevo                               |                                                    |
| 2月5日       | 憲法記念日                   | Aniversario de la Constitución Mexicana | 1857年と1917年の憲法がともに2月5日に批准された     |
| 3月21日      | ベニート・フアレス生誕記念日 | Natalicio de Benito Juárez              | もとは3月21日                                      |
| 5月1日       | メーデー                     | Día del Trabajo                         |                                                    |
| 5月5日       | プエブラ戦勝記念日           | Batalla de Puebla                       | シンコ・デ・マヨの名で知られる                     |
| 9月16日      | 独立記念日                   | Día de la Independencia                 | ドロレスの叫び                                     |
| 11月2日      | 死者の日 (メキシコ)          | Día de Muertos                          | 死者の日 (メキシコ)                                |
| 11月の第20日 | 革命記念日                   | Aniversario de la Revolución Mexicana   | 1910年のメキシコ革命開始を記念する。もとは11月20日 |
| 12月1日      | 大統領就任日                 | Transmisión del Poder Ejecutivo Federal | 6年に1回祝日になる                                 |
| 12月25日     | クリスマス                   | Navidad                                 |                                                    |

| 日付    | 日本語表記 | 現地語表記        | 備考 |
| 5月10日 | 母の日     | Dia de las Madres |      |

### スポーツ

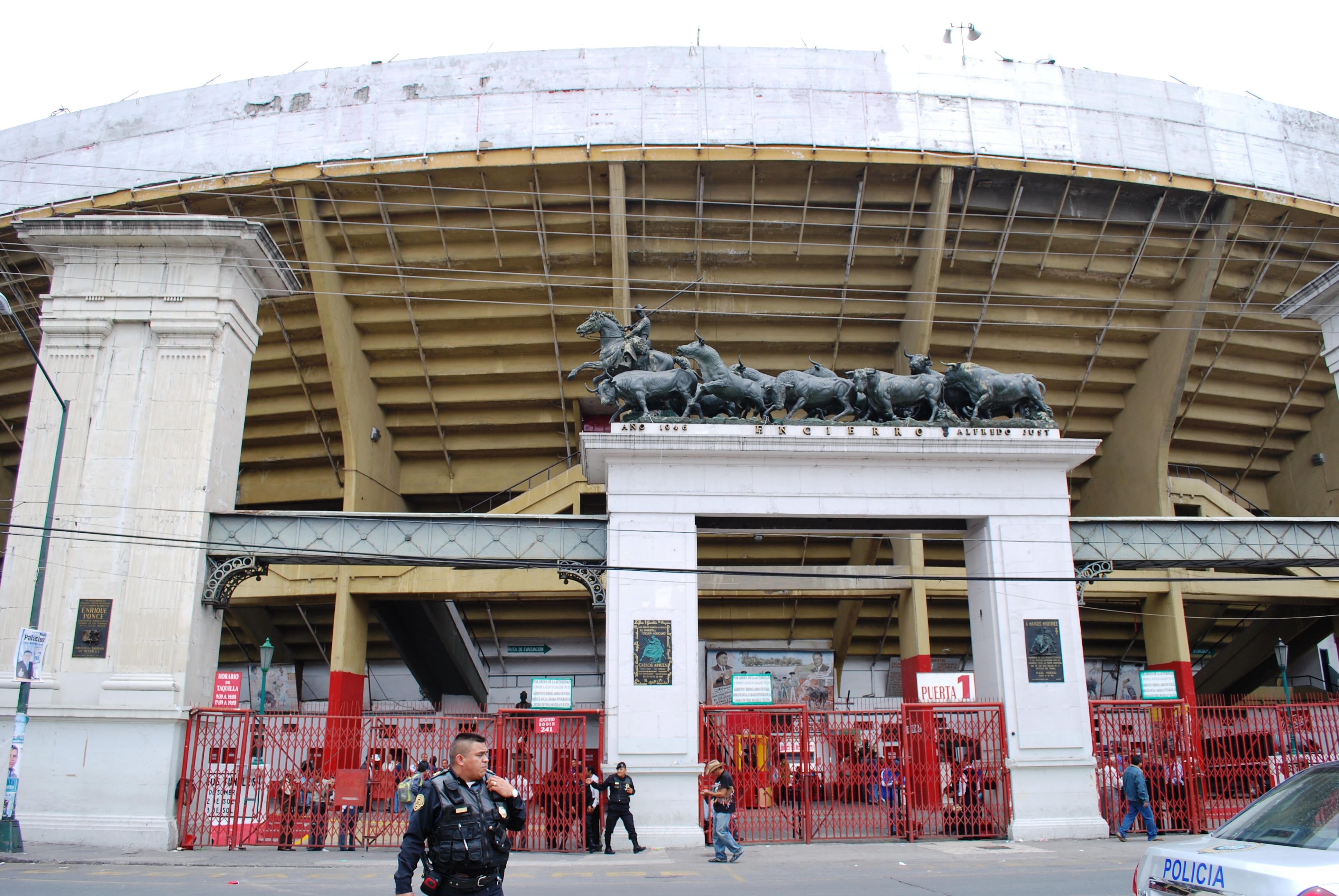
世界最大の闘牛場であるプラザ・デ・トロス・メキシコ

メキシコで開催された著名な国際大会としては、夏季オリンピックの1968年メキシコシティーオリンピックや、FIFAワールドカップ（サッカー）の1970年大会と1986年大会が行われている。なお、2026年にはアメリカやカナダとともに2026 FIFAワールドカップの共同開催国となっている。またメキシコでは伝統的に闘牛が盛んに行われており、大都市には必ず闘牛場がある。
サッカー

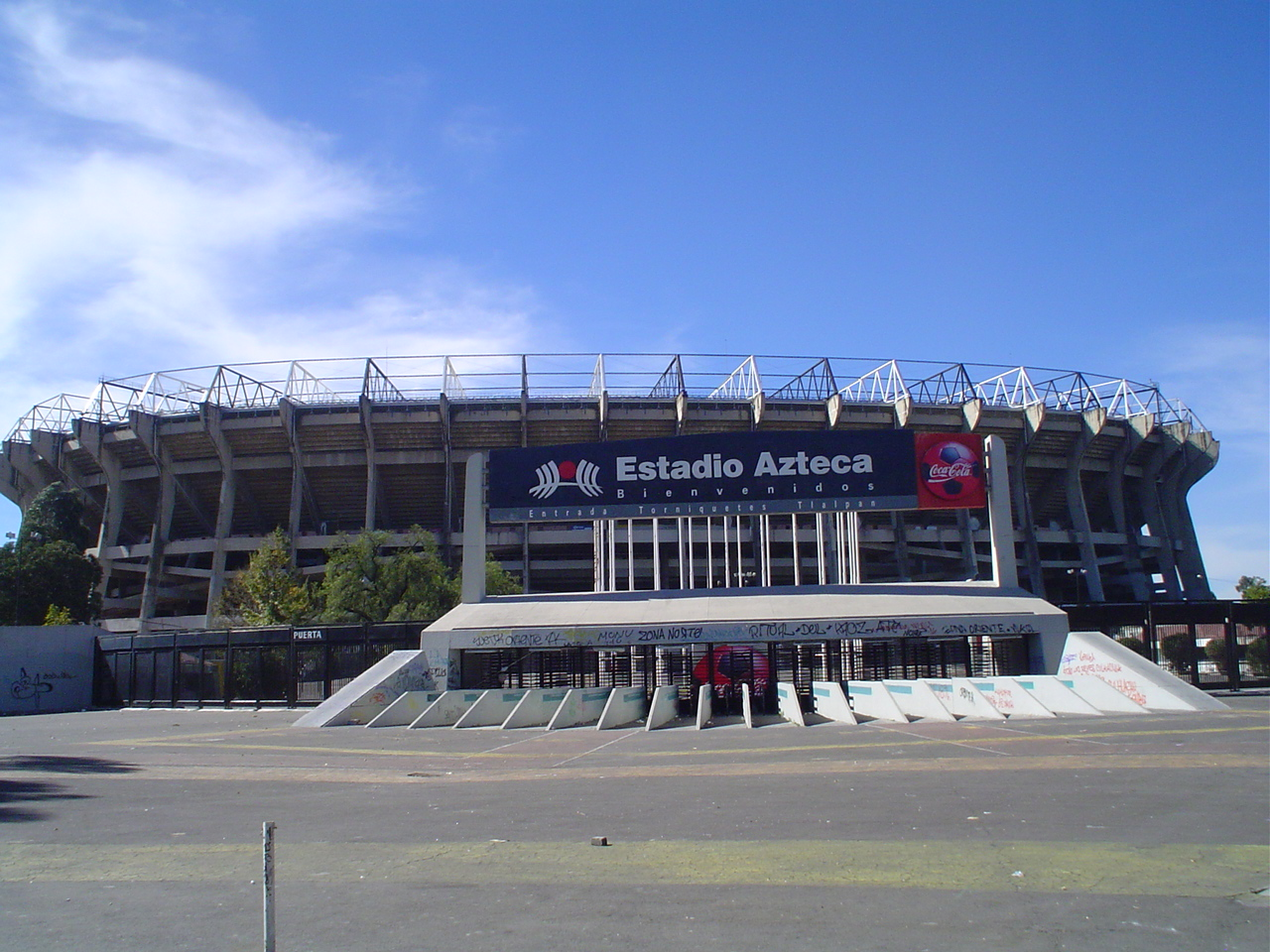
1970年と1986年のW杯決勝が開催されたエスタディオ・アステカ。

メキシコ国内でも他のラテンアメリカ諸国と同様に、サッカーが最も人気のスポーツとなっており、1943年にプロサッカーリーグのリーガMXが創設された。北中米カリブ海地域では最もレベルの高いリーグであり、歴代のCONCACAFチャンピオンズリーグではメキシコのクラブが優勝を独占している。
メキシコサッカー連盟（FMF）によって構成されるサッカーメキシコ代表は、これまでFIFAワールドカップには17度出場を果たしており、北中米カリブ屈指の強豪国として知られている。CONCACAFゴールドカップでは大会最多12度の優勝を達成しており、FIFAコンフェデレーションズカップでは1999年大会で優勝するなどメキシコはサッカー大国としても名高い。著名な選手としては、元バルセロナのラファエル・マルケスや、元マンチェスター・ユナイテッドのハビエル・エルナンデス（チチャリート）などが存在する。
野球
野球もアメリカ合衆国の強い影響を受け、人気スポーツのひとつに数えられる。とりわけ、メキシコにおける野球は国境に近い北部でも盛んである。しかし主要都市の多くは乾燥した高原にあるため、打球が飛びやすくプレーに適した地域は限られる。またMLB選手を多く輩出しており、2019年までに129人のメキシコ人選手がプレーしている。国内には夏季リーグ（リーガ・メヒカーナ・デ・ベイスボル、LMB）と、冬季リーグ（リーガ・メヒカーナ・デル・パシフィコ、LMP）の2つのプロリーグが存在する。LMBは1925年にスタートし、現在は2リーグ16チームからなる。MLBから3A相当の認定を受けており、事実上マイナーリーグに取り込まれていたが、2021年のマイナーリーグ再編に伴いMLB機構から切り離され、現在では独立したプロ野球組織となっている。ウィンターリーグであるLMPは8チームからなり、優勝チームはLMP代表としてカリビアンシリーズに出場する。
ルチャリブレ

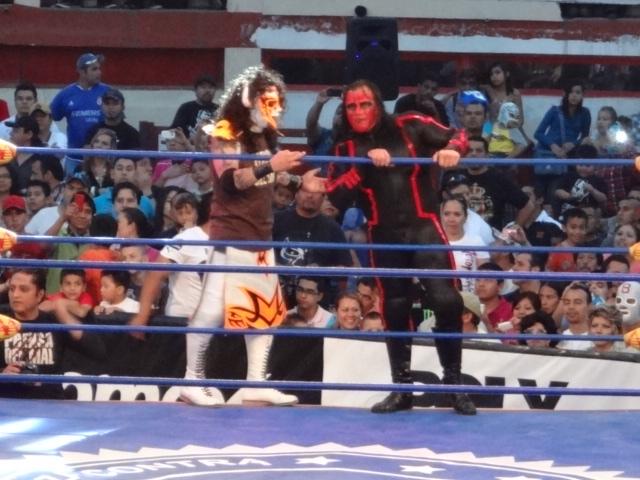
メキシコで人気のルチャリブレ。

ルチャリブレはメキシコを代表するスポーツのひとつ（厳密にはショー）で、派手なマスクと華麗な空中戦が見もののメキシカン・プロレスであり、メキシコの象徴でもある。古くは「エル・サント、ウラカンラミレス、エル・ソリタリオ、ミル・マスカラス・ドス・カラス兄弟、エル・カネック、チャボ・ゲレロ・ジュニア、ドクトルワグナーJr、レイ・ミステリオJr、アルベルト・デル・リオ、ミスティコ」まで多くの世界的に有名な選手を生んでいる。CBLLおよびルチャリブレ選手組合によりプロレスラーライセンスを発行しており、ナショナル王座も存在する。
日本にも熱狂的なファンが多く、日本からの観戦ツアーが多数企画されるのみならず初代タイガーマスク、獣神サンダーライガー、ザ・グレート・サスケ、タイガーマスク、ウルティモ・ドラゴン、エル・サムライ、スペル・デルフィン、グラン浜田、百田光雄、CIMA、TARU、後藤洋央紀、オカダ・カズチカなど日本のレスラーが空中戦をはじめとするさまざまな技術を学ぶために、留学や遠征をするケースも多数見られる。なお、日本の全日本プロレスやアメリカのWWEなどの団体にも多くの選手を送り込んでいる。
メキシコシティ市内にある競技場、アレナ・メヒコとアレナ・コリセオは『ルチャリブレの2大聖地』と言われ、二大のルチャ団体『CMLL・トリプレ・ア』の看板スターや、フリーランスのドス・カラス・ジュニア、エル・イホ・デル・サントが繰り広げる華麗な空中戦を見るために世界中から観客がやって来る。
ボクシング
ボクシングもまた、メキシコで人気スポーツのひとつでもある。世界最大の団体であるWBCの本部が置かれており、3階級制覇を達成したフリオ・セサール・チャベスを筆頭にアメリカで活躍するマルケス兄弟やイスラエル・バスケス、日本でもなじみの深いルーベン・オリバレスやリカルド・ロペスら世界王者も数多く輩出している。なお、チャベスがエスタディオ・アステカに、グレグ・ホーゲンを迎えたWBC世界ジュニアウェルター級タイトルマッチは、世界最多の有料入場者となる13万人を記録した。
コミッションは「CBLL」であり、タイ同様にプロボクサーライセンスは存在しない。プロモーターとの契約が成立した時点でプロ活動が可能になる。ナショナル王座も管理・監督している。2000年代後半に、本部があるWBCが創設した同国内王座「FECOMBOX」と並存している。
さらに女子プロボクシングもあり、2階級制覇を達成したジャッキー・ナバを筆頭に、多くの女子世界王者も輩出している。アマチュアボクシングも盛んで、2007年のグアンテス・デ・オロには亀田和毅が出場している。オリンピックでは2021年東京大会まで13個のメダルを獲得し、競技別では飛込競技に次いで2番目に多い数字でもあるが、金メダルは自国開催の1968年メキシコ大会で獲得した2個のみで、女子に至ってはメダル未獲得のままである。
その他の競技
ブラジルやアルゼンチンなど他の中南米の主要国同様、富裕層を中心にモータースポーツもメキシコでは人気スポーツのひとつである。1950年代に行われた国内を縦断する公道レースのカレラ・パナメリカーナ・メヒコや、カリフォルニア半島を縦断するオフロード・レースのバハ1000は世界的に有名で、F1・メキシコグランプリがメキシコシティ国際空港の近くにあるエルマノス・ロドリゲス・サーキットにて開催されている。さらに2004年からはWRCがメキシコ北部を舞台に毎年開催され、人気を博している。